# 明治
明治（めいじ）は日本の元号の一つ。
慶応の後、大正の前。大化以降228番目、244個目の元号。明治天皇の即位に伴い定められた（代始改元）。
明治の元号下にあった1868年10月23日（明治元年9月8日）から1912年（明治45年）7月30日までの45年間を明治時代（）と呼ぶ。本項ではこの明治時代についても記述する。

## 概要
「明治」は立憲政体に移行した時代の最初の元号であり、「一世一元の制」による最初の元号である。

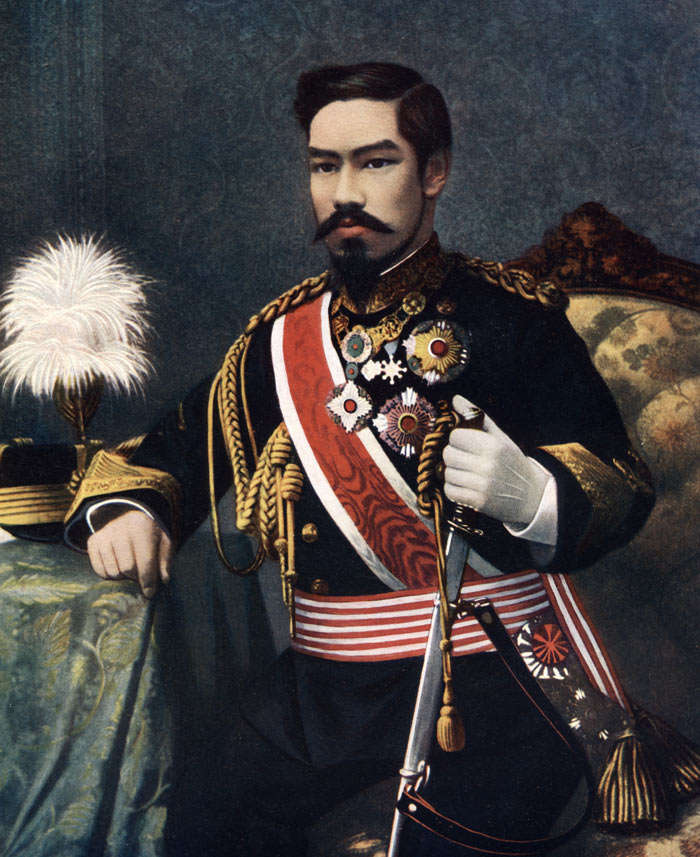
明治天皇

明治天皇が「一世一元の詔」を発布した西暦1868年10月23日（明治元年9月8日）から、明治天皇が崩御した1912年（明治45年）7月30日までの期間を指す。日本の元号の中では昭和に次いで2番目の長さであり、「一世一元の制」における最初の元号であるが、明治天皇は慶応3年1月9日（1867年2月13日）に践祚しその1年8か月後に「一世一元の詔」を発布して改元された為、明治天皇の在位期間とは最初の1年8か月が一致しない。
日本史の時代区分上では、元号が明治であった期間を明治時代（）という。時代区分名は江戸時代（最後の元号：慶応）までは中央政権の所在地に基づく名称で呼ばれているが、明治以降は一世一元の制により、元号に基づく名称となっている。
政治体制としては、封建制に代わり、天皇を中心とする近代的中央集権制が確立された。

## 改元
- 1868年10月23日（慶応4年9月8日）- 皇太子睦仁親王（後の明治天皇）の即位による改元。
  - ただし、改元の詔書には「吉凶之象兆ニ隨ヒ」（吉凶の象兆に随ひ）「改慶應四年爲明治元年」（慶応4年を改めて明治元年と為す）とあり、公式上は慶応4年元日に遡って明治元年とされた（立年改元）。また、一世一元の詔も併せて出され、天皇在位中の改元は行わないものとした。
  - 『元号 全247総覧』[3]によると、松平春嶽に新元号の考案が委ねられ、複数の案を出し、最終的に明治天皇自身によるくじ引きで「明治」が選定されたとされる。
- 1912年（明治45年）7月30日（1873年〈明治6年〉に太陽暦施行）- 明治天皇の崩御と皇太子嘉仁親王（後の大正天皇）の践祚（即位）により、大正（たいしょう）と改元。同日施行され、大正元年7月30日となった。

## 典拠
| 「        | 聖人南面而聴天下、嚮明而治 →聖人南面して天下を聴き、明に嚮ひて治む | 」 |
| —『易経』 |                                                                    |    |

「聖人南面して天下を聴き、明に嚮ひて治む」というこの言葉は、過去の改元の際に江戸時代だけで8回、計10回（「正長」「長享」「慶安」「承応」「天和」「正徳」「元文」「嘉永」「文久」「元治」改元時）候補として勘案されているが、通算11度目にして採用された。
岩倉具視が松平慶永に命じ、菅原家から上がった佳なる勘文を籤にして、宮中賢所で天皇が自ら抽選した。
「聖人が北極星のように顔を南に向けてとどまることを知れば、天下は明るい方向に向かって治まる」という意味である。

## 新暦の実施
1873年（明治6年）より、日本の暦は改暦され、新暦に太陽暦を採用した。従来の暦は太陰太陽暦に基づく天保暦で、以後、日本で単に旧暦と言えば天保暦を指す。
改暦は、具体的には、天保暦（旧暦）の明治5年12月2日の翌日を、新暦の明治6年1月1日とすることで実施した。これにより、西暦（グレゴリオ暦）と和暦の日付が一致することとなった。
| 和暦            | 和暦                    | 西暦                     | 西暦                     | ユリウス通日 |
| 天保暦 （旧暦） | 現行暦 （新暦）         | ユリウス暦 （旧暦）      | グレゴリオ暦 （新暦）    | ユリウス通日 |
| --------------- | ----------------------- | ------------------------ | ------------------------ | ------------ |
| 明治5年12月2日  | なし                    | 1872年12月19日（火曜日） | 1872年12月31日（火曜日） | 2405159      |
| （12月3日）     | 明治6年1月1日（水曜日） | 1872年12月20日（水曜日） | 1873年1月1日（水曜日）   | 2405160      |
| （12月4日）     | 明治6年1月2日（木曜日） | 1872年12月21日（木曜日） | 1873年1月2日（木曜日）   | 2405161      |

## 明治時代
明治天皇が即位し、新政府は天皇を中心とした新しい国家体制を築くことを目指して江戸を東京と改め、天皇が東京に行幸し、明治2年（1869年）に政府機能が京都から東京に移された（東京奠都）。この明治天皇の治世が明治時代（めいじじだい）と呼ばれている。明治政府の樹立に大きな役割を果たした薩長土肥四藩（現在の鹿児島県・山口県・高知県・佐賀県、長崎県の一部）は新政府でも強大な権力を握った。なお、幕末には薩長と共に尊王攘夷運動を主導してきた水戸藩は「天狗党」と「諸生党」の藩内抗争で人材が失われ、明治新政府ではめぼしい人材は皆無となった。
尊皇思想に基づき、「天皇は親政を行い人民を直接統治する」とした。しかし、1890年（明治23年）に大日本帝国憲法（明治憲法）が施行されるまでは、明治天皇は青年期であり、憲政下となっても立憲君主制国家の成立により、三職制・太政官制や内閣官制の導入などで、天皇以外にも薩摩藩や長州藩の出身者が政治の実権を握っていた（藩閥政治）。明治改元の際には、明朝中国を模倣して一世一元の制を定め、天皇の名（厳密には追号）として元号を用い、それまでの陰陽五行思想的改元を廃止した（以降、現在の令和に至るまでの改元はすべて代始改元）。
この明治時代は、欧米列強の植民地化を免れるために近代化を推進した時代であり、世界史的に見れば、日本の産業革命時代である。西洋化と近代化が幕末から始まって明治年間で達成されたことから、「幕末・明治」と括られることも多い。なお、「幕末・明治」という括りは、不平等条約の締結（1854年〈安政元年〉）から完全撤廃（1911年〈明治44年〉）までの時代とほぼ一致する。中央集権的な王政復古の過程から「王政維新」ともいわれる。また、1870年代（明治初期）は文明開化を略し「開化期」とも呼ばれている。

### 明治維新

大政奉還

1867年（慶応3年）、江戸幕府15代将軍・徳川慶喜が朝廷に対し大政奉還を行った。これにより、朝廷は玉松操と大久保利通らが作成した「王政復古の大号令」を宣言。薩摩・越前・土佐・尾張・芸州の五藩がこのクーデターに与した。1868年（明治元年）1月、京都付近において薩摩・長州両藩兵を中心とする新政府軍と旧幕臣や会津・桑名藩兵を中心とする旧幕府軍との間に武力衝突が起こった（鳥羽・伏見の戦い）。これに勝利を収めた新政府軍は慶喜を朝敵として追討し、二条城に退去していた会津藩・桑名藩・旗本は辞官納地の命令により、慶喜と共に大坂城に退いた。慶喜は薩摩藩の罪状を弾劾した「討薩表」を提出して京都に進軍したが朝敵となって討伐され、大坂から軍艦開陽丸で脱出し、江戸城へ逃亡。新政府軍は江戸へ軍を進めた。大久保一翁や山岡鉄舟の尽力もあって新政府軍を代表する西郷隆盛と旧幕府軍を代表する勝海舟との交渉が成功し、同年4月11日（新暦5月3日）、江戸は戦火を交えることなく新政府軍により占領された（江戸開城）。東北諸藩も奥羽越列藩同盟を結成して会津藩を助けたが次々に新政府軍に敗れ、7月29日に越後長岡城落城、同年9月22日には激しい戦闘の末に会津若松城が落城して会津藩も降伏した。次いで庄内藩が降伏すると、1869年6月27日（明治2年5月18日）には旧幕府海軍を率いて箱館を占領していた榎本武揚らが五稜郭の戦いに敗れて降伏し、ここに戊辰戦争は終結した。
賞典禄を受けた「四賢侯」を中心とする討幕派大名および「維新の十傑」に代表される下級藩士や三条実美・東久世通禧ら七卿落ち事件に連座していた開明派の公家を中心として発足した新政府は封建的支配制度を解体し、天皇を中心とした中央集権的国家体制の基礎を固めていった。幕府や摂政、関白、征夷大将軍、内覧、議奏、京都守護職、所司代などは廃止され、それに代わり九条家に太政官代が置かれ、総裁・有栖川宮熾仁親王、議定、参与の三職および神祇・内国・外国・陸海軍・会計・刑法・制度の行政七科、徴士・貢士が置かれたが、下級藩士の実力者達は公家や雄藩の大名たちと並んで新政府に加わった。薩摩藩・土佐藩・安芸藩・尾張藩・越前藩五藩軍隊の京都御所警備の下、成立当日の夜の小御所会議で激論の末、慶喜に内大臣の官職と領地の返上（辞官納地）を命じることを決めた。ここに700年の武家政治の諸法度は終焉した。
戊辰戦争のさなかの1868年（慶応4年）3月には、由利公正・福岡孝弟の起草により天皇が群臣を従えて神々に誓うという形式で「五箇条の御誓文」を定め、公議輿論の尊重、開国親和など新しい政治理念の基本を宣言した。翌日に「五榜の掲示」を掲げた。その内容は五倫の道（君臣・父子・夫婦・長幼・朋友の道徳）を説き、徒党・強訴・キリスト教を禁止するなど旧幕府の政策を引き継いだものであったが、数年以内に廃止された。閏4月21日には五箇条の御誓文を受けて「政体書」を公布。太政官の下に上局と下局からなる二院制の議定官が置かれ、上局は議定と参与から、下局は各藩と藩から送られた貢士で構成した。次いで政府は太政官・神祇官と呼ぶ官吏制度を整えた。天皇親政の下に、公家や藩主に並んで参与に任じられた9藩士、小松帯刀（薩摩藩）・大久保利通（薩摩藩）・木戸孝允（長州藩）・広沢真臣（長州藩）・後藤象二郎（土佐藩）・福岡孝弟（土佐藩）・副島種臣（佐賀藩）・横井小楠（熊本藩）・由利公正（福井藩）の9名は「朝臣」となり、藩主から独立した地位を得た。

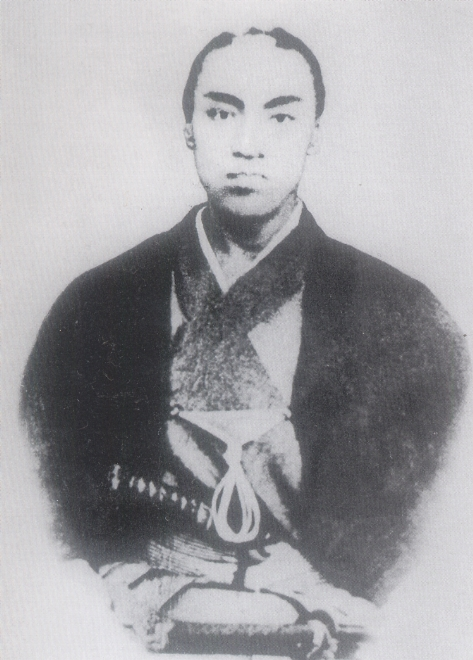
小松帯刀
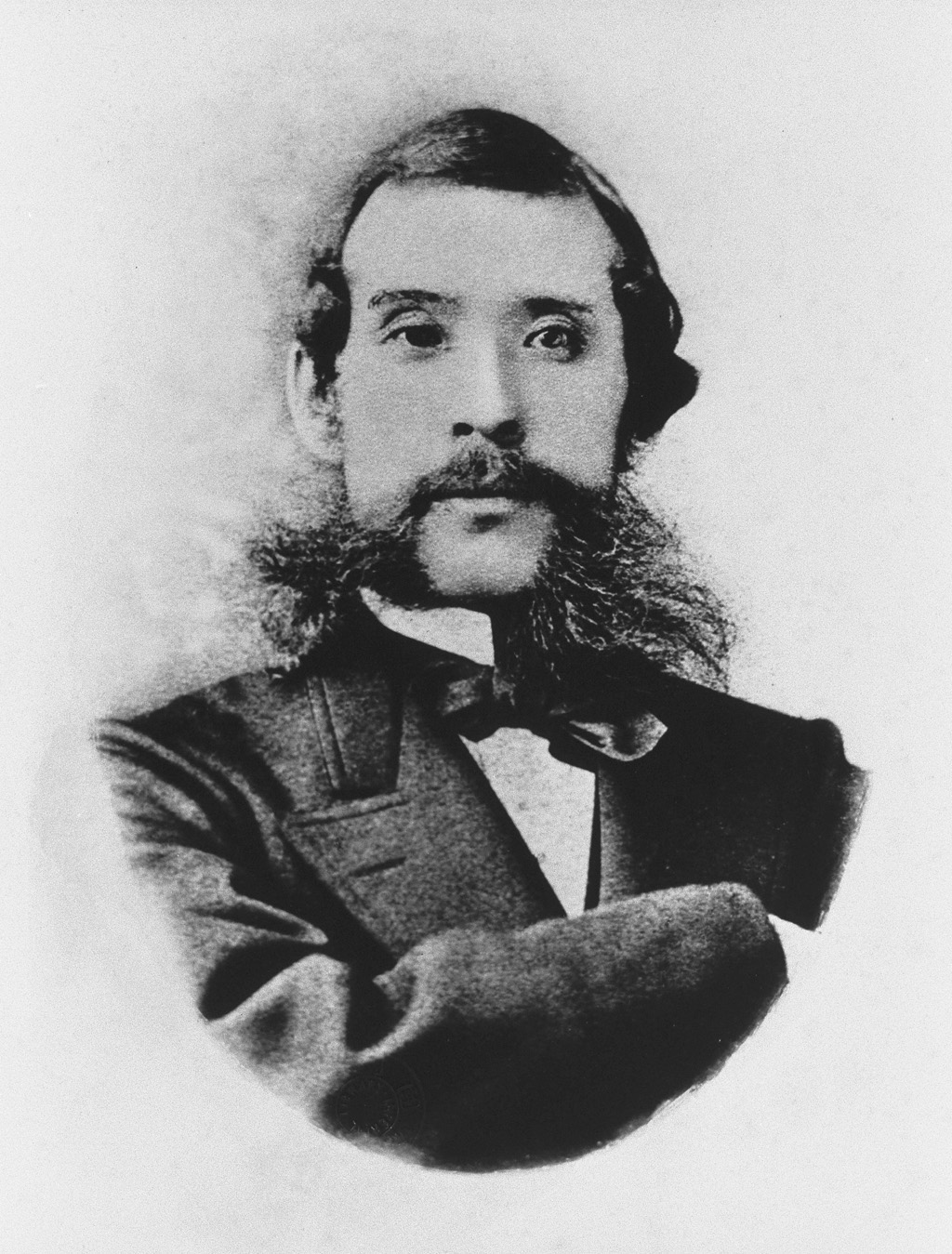
大久保利通
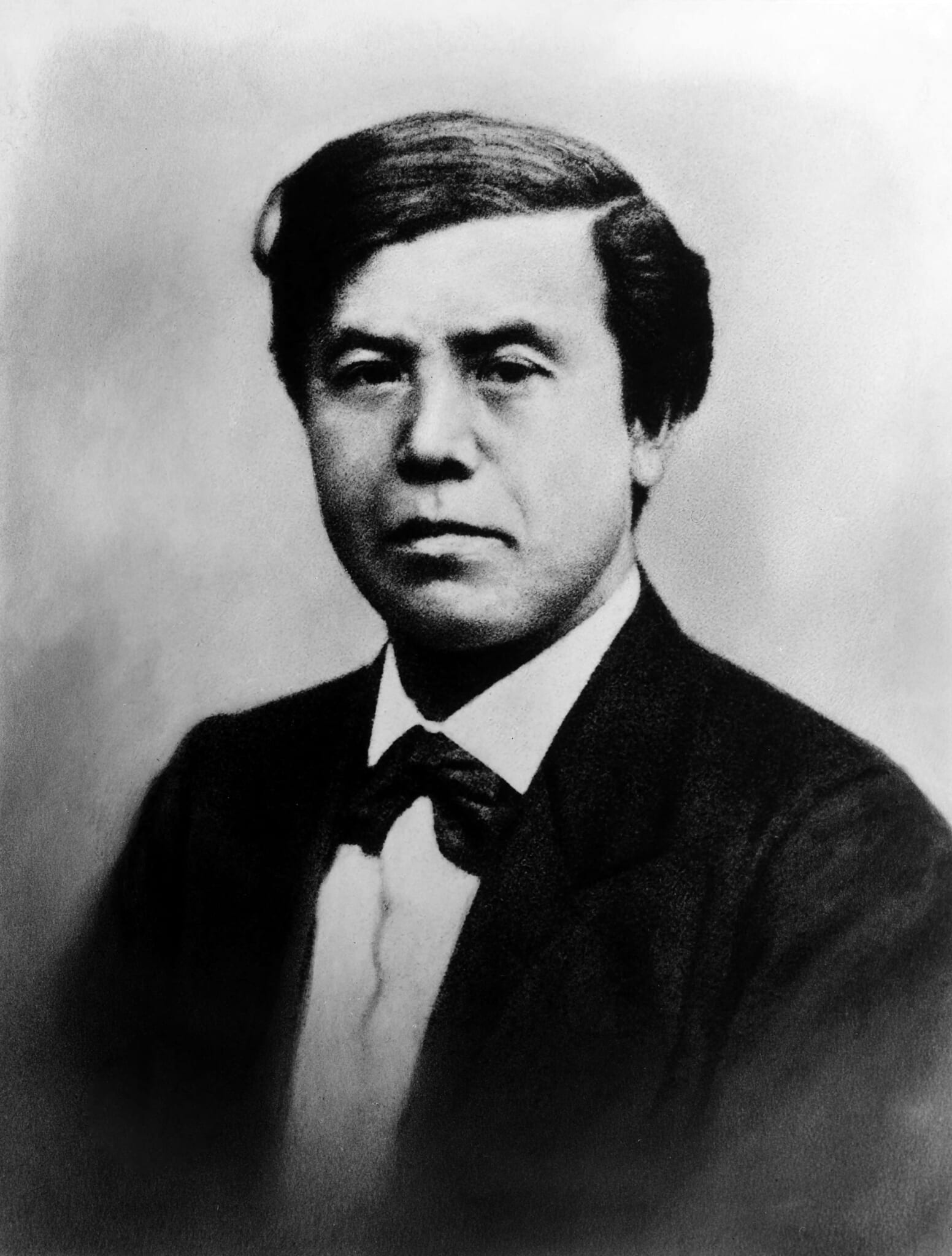
木戸孝允
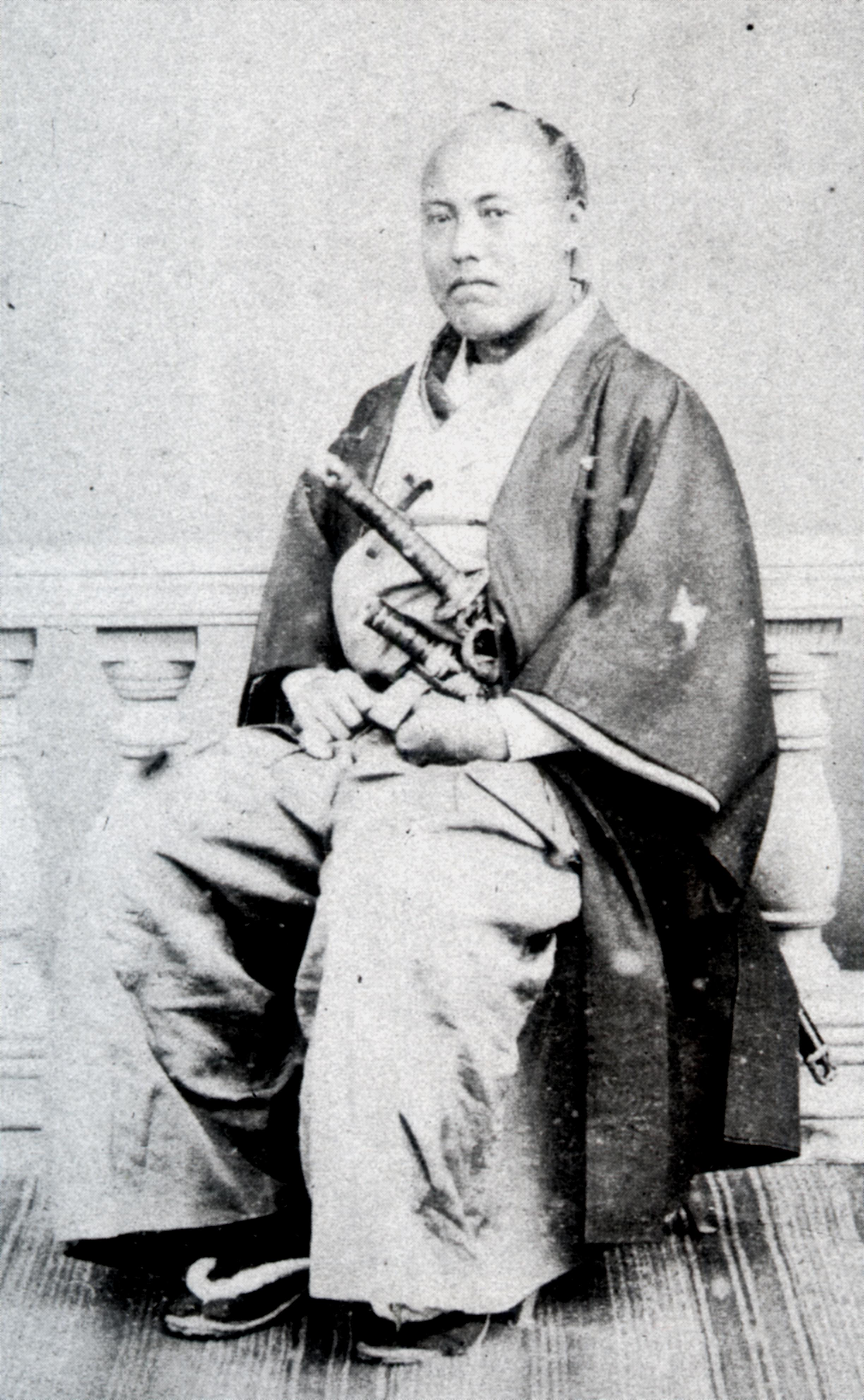
広沢真臣
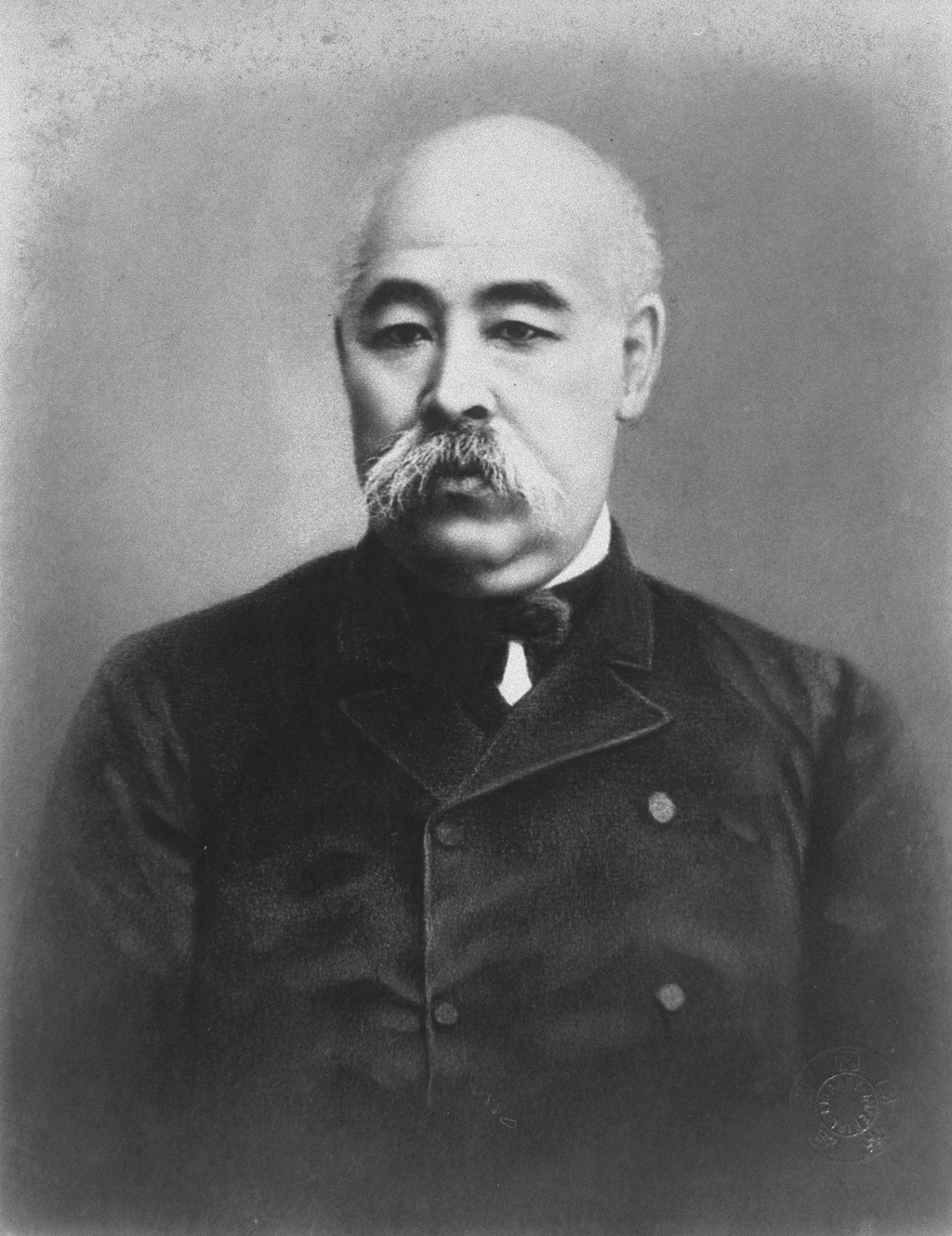
後藤象二郎
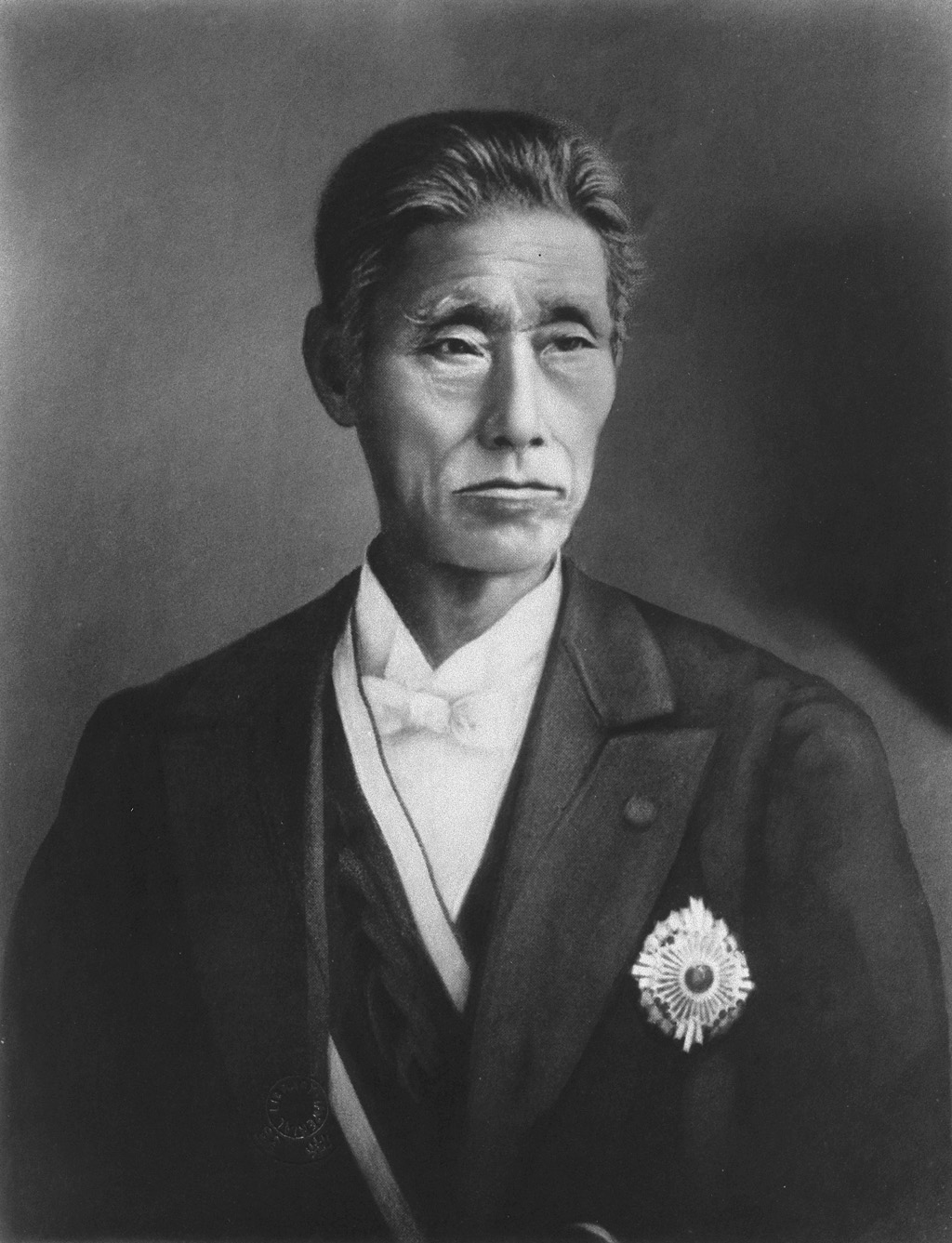
福岡孝弟
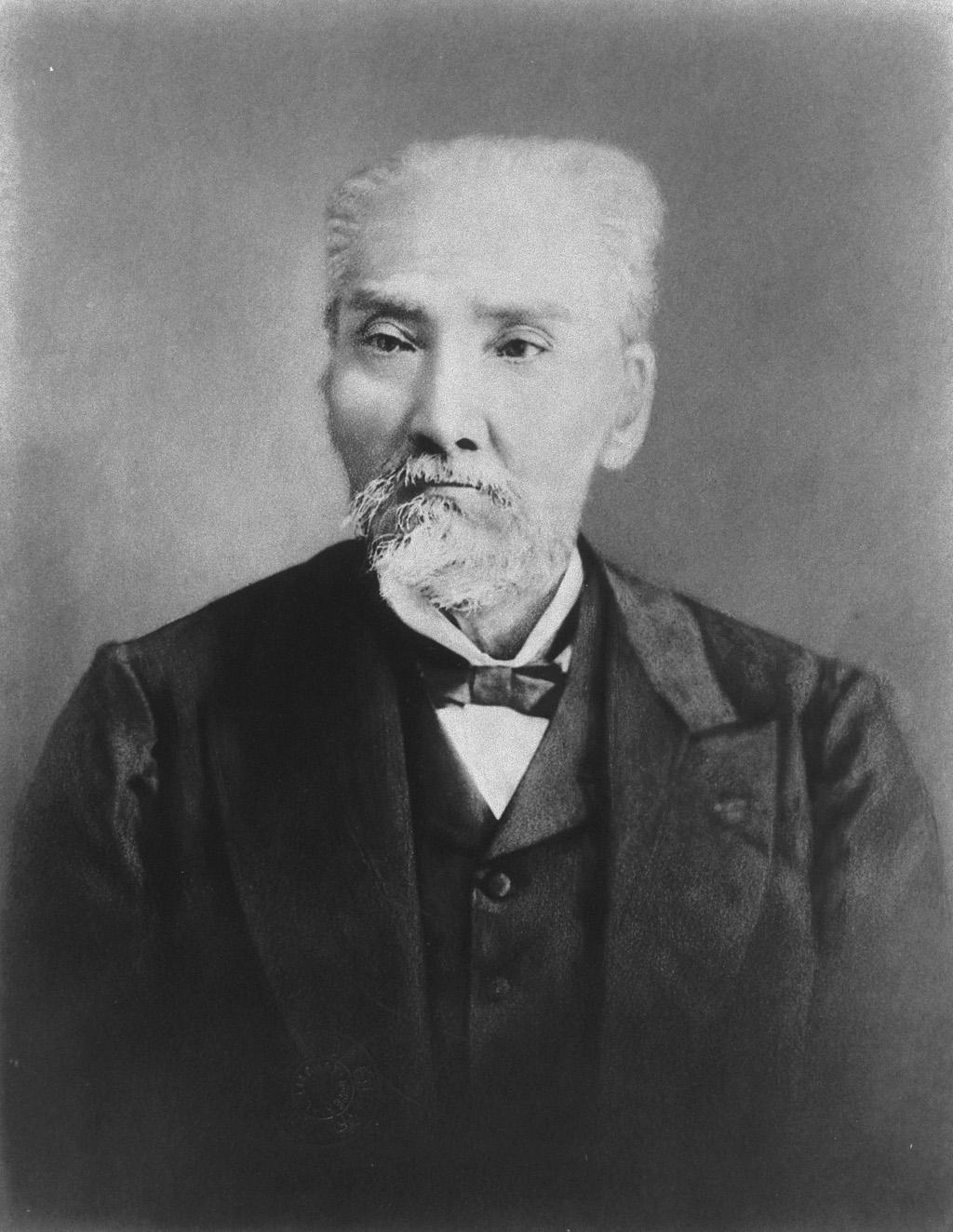
副島種臣
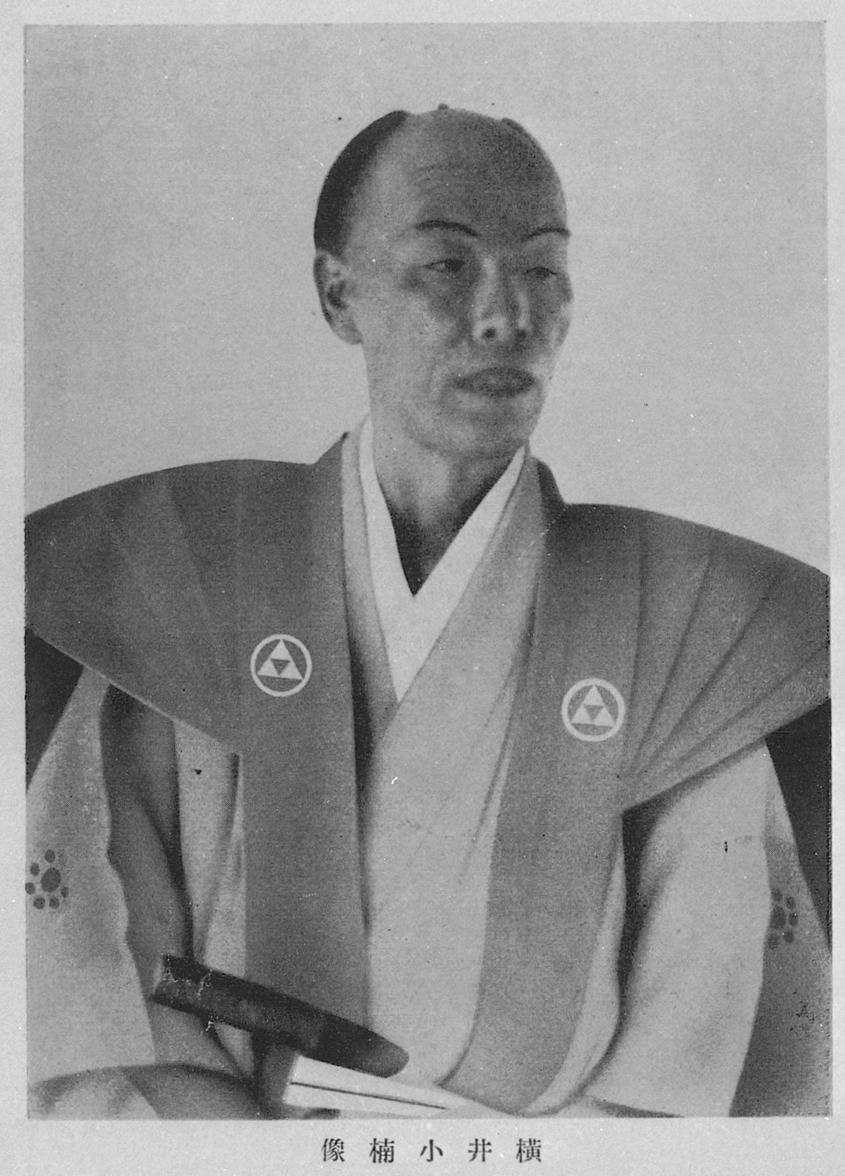
横井小楠
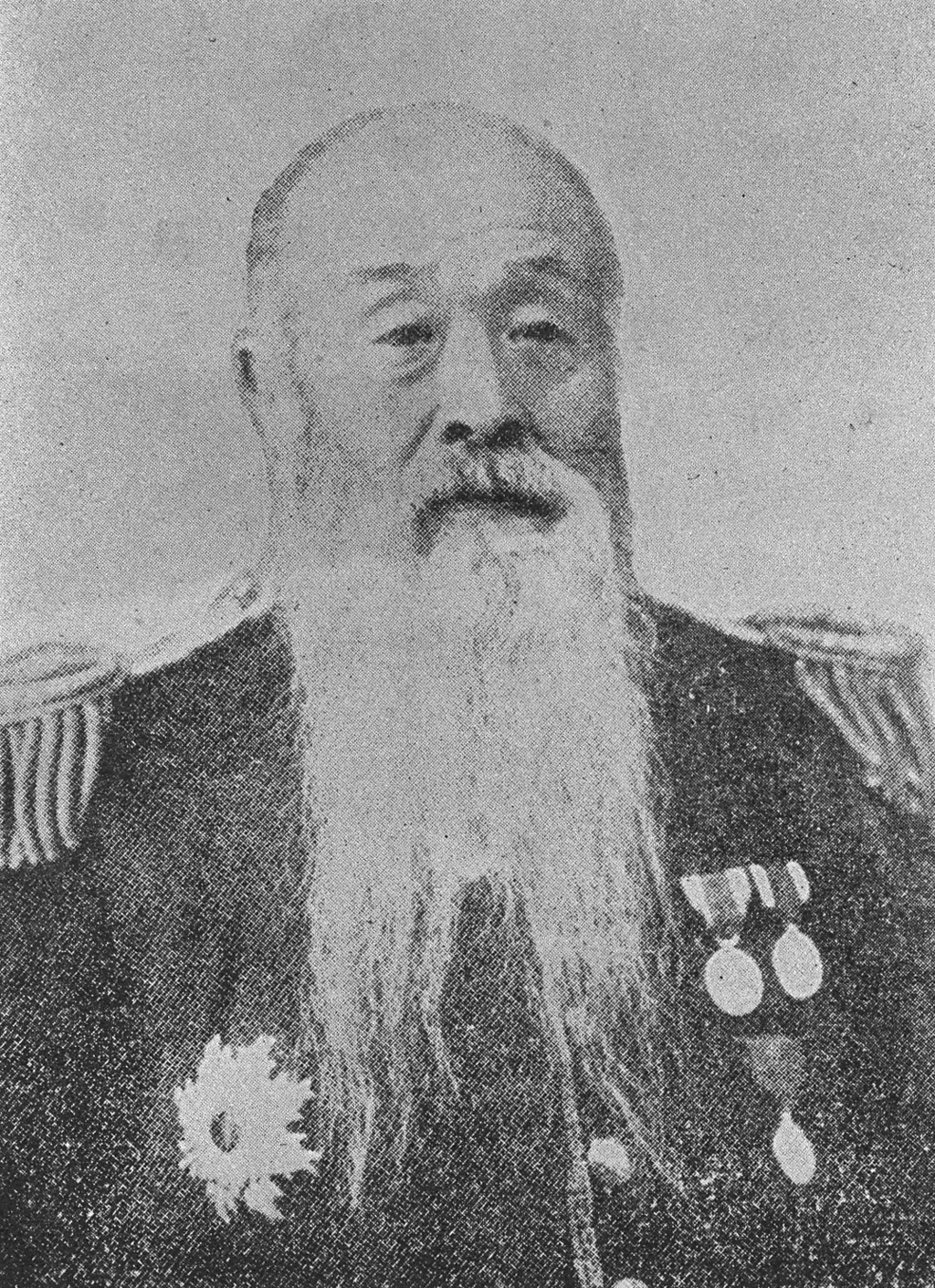
由利公正

### 東京奠都・版籍奉還・廃藩置県

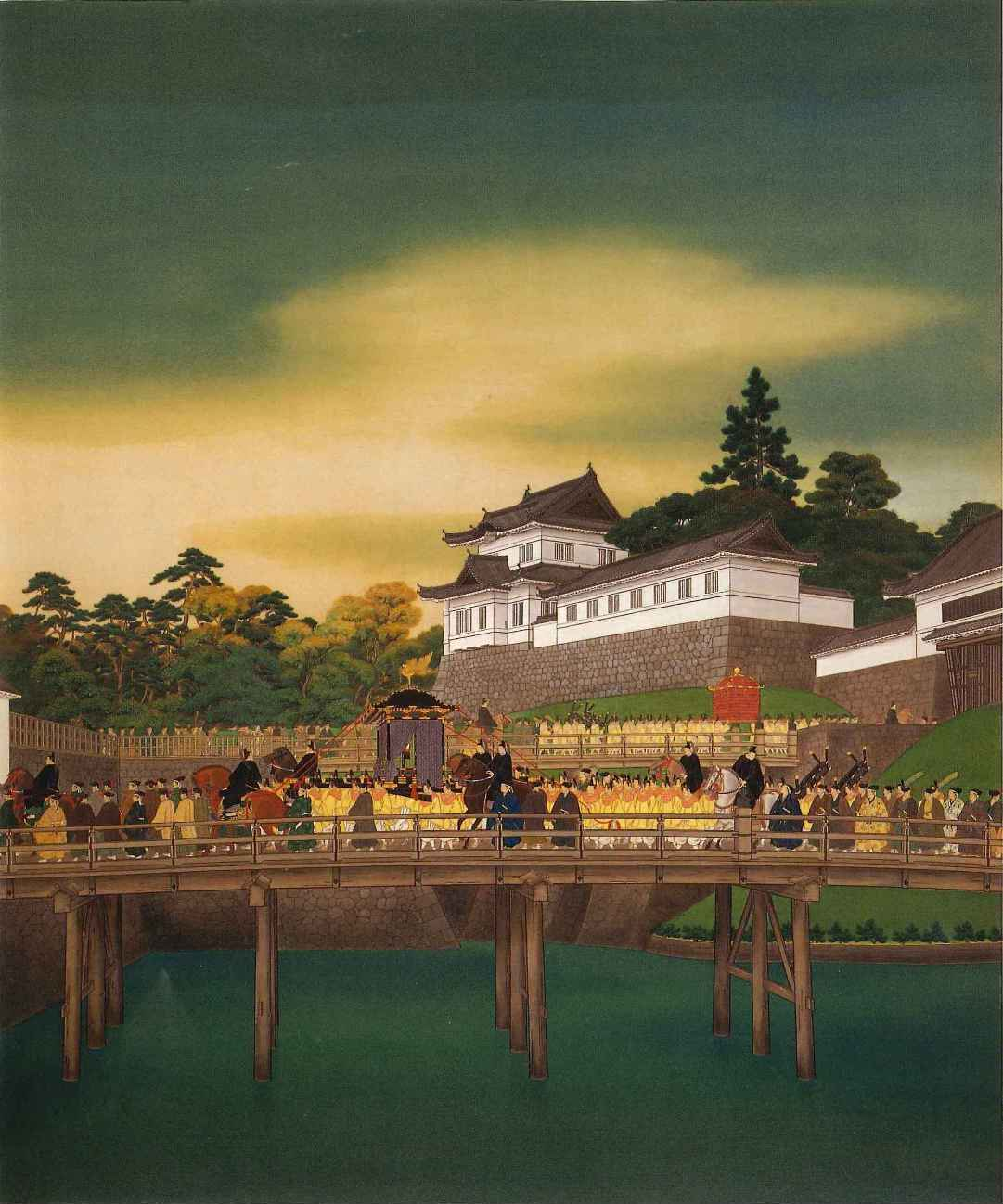
明治天皇の東京行幸

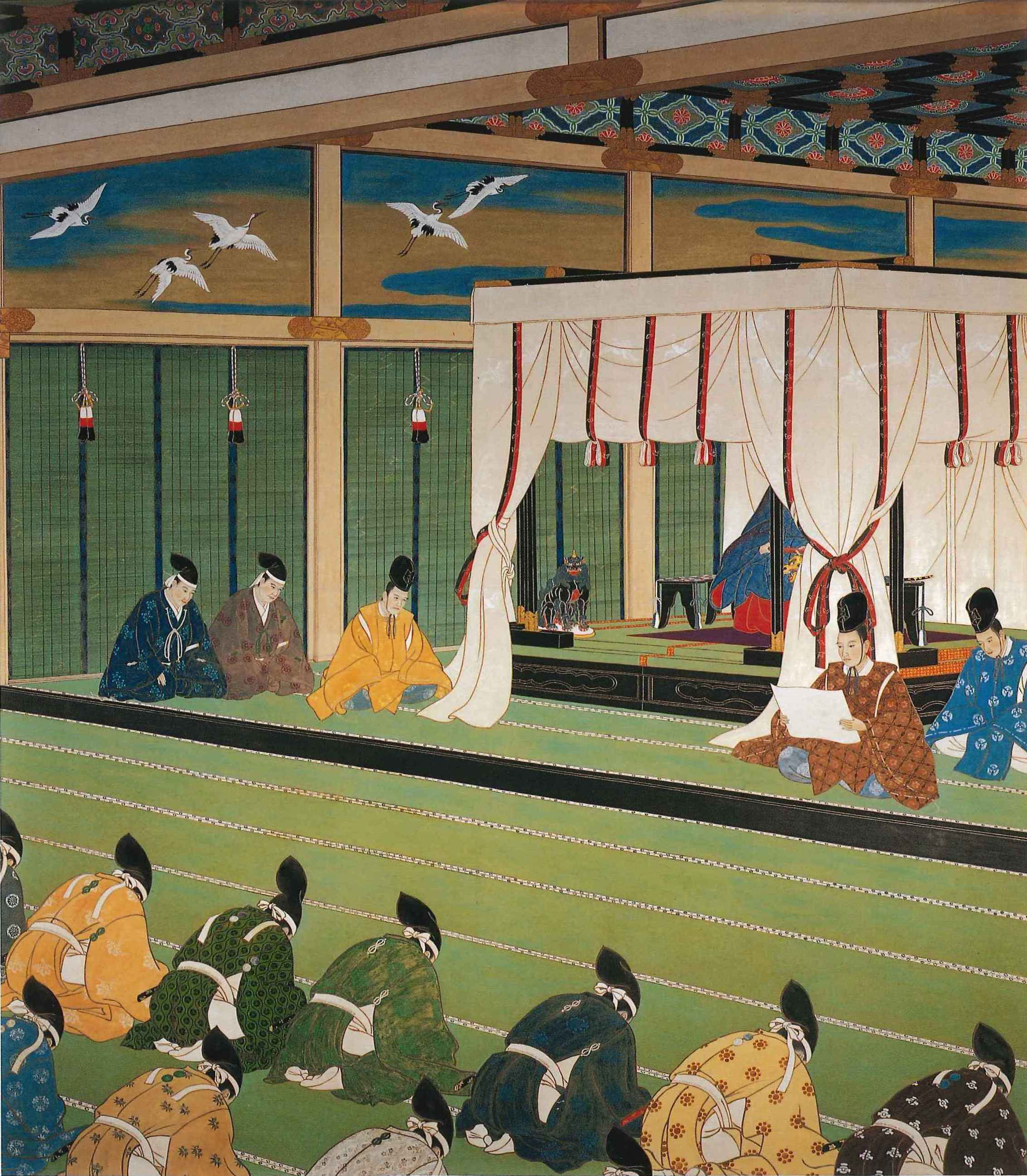
廃藩置県

人心を一新するため同年9月8日（1868年10月23日）には年号を「明治」（めいじ）と改めて、天皇一代の間に一年号とする「一世一元の制」を立てた。4月11日の江戸開城後の関東農民一揆を抑えるため、東征大総督府軍監・江藤新平は、閏4月1日に「江戸を東京と改め天皇を迎えたい」と岩倉具視に建言。これに前内大臣・久我建通ら京都守旧派の公卿が相次いで反発したため、大久保利通が「大坂遷都論」を建言し、閏3月11日に天皇が関東親征のため、大坂に行幸するという形で部分的に遷都の準備に取り掛かった。これに、京都市民や神道家は反発し、伊勢神宮祠官・山田大路陸奥守親彦が天皇東行の中止を朝廷に申し入れたが、7月17日に江戸は東京と改称され、鎮将府、東京府設置の政府決定が発表され、鎮将府参与に任ぜられた大久保と鎮将の三条実美が駿河以東の13ヶ国を管轄し、京都と東京に2つの政府が並立する形となった。
江戸の東京への改称後、8月27日に即位式を挙げた明治天皇が京都から東京へ移ると（9月20日京都出発、10月13日東京着）、10月13日に江戸城を皇居として東京城と改称、12月7日には東京城の宮殿造営を布告するなど、東京奠都の準備は着々と進められた。天皇は同月8日に東京を発って京都へ向かったが、この東幸に平行する形で、外交事務を司る外国掛である議定・松平慶永、浅野長勲、山内豊信、正親町三条実愛、外国公使・正親町公董、烏丸光徳、参与・三岡八郎（由利公正）、後藤象二郎、岩下佐次右衛門（方平）らは各国公使に国書を手渡す必要性から先だって東京、大坂、神戸を往来した。同年11月、姫路藩主酒井忠邦は「藩の名称を改め、すべて府県と一般同軌にして、中興の盛業を遂げられたい」 とする案を提出、木戸孝允がこの案を取り上げた。12月22日京都還幸（翌明治2年3月、再度東幸、事実上の東京遷都）。翌年1869年（明治2年）2月には政府の諸機関も東京に移された。これら一連の動きは当時御一新と呼ばれた。
新政府は未だ財政的・軍事的・制度的基礎が固まっておらず、大久保・木戸らの策謀に強い憤りを抱いていた土佐藩主山内容堂や自らを出し抜いた家臣に反感を抱いていた薩摩藩主島津久光、長州藩主毛利敬親らは早々に所領に引き篭もった。特に、朱子学の教養と水戸学の歴史観を持つ保守思想家の島津久光の下には、武士階級の復活を願う全国の士族が集まり封建党など様々な士族結社が結成されていた。この状況から新政府は大久保利通らを薩摩藩に派遣して説得に当たらせたが、明治3年（1870年）2月24日に久光は明治政府を「洋夷の属国」として罵倒し、内閣顧問に任命される明治6年（1873年）まで上京に応じなかった。
かくして、新政府は諸大名の反発を買わぬために、版籍奉還、廃藩置県と段階的な郡県制への移行を進めた。1869年（明治2年）1月14日、京都で薩摩・長州・土佐三藩の会合が京都円山で持たれ、薩摩から大久保、長州から広沢真臣、土佐から板垣退助が出席した。そして三藩主連名で土地・人民を朝廷に返上する旨の建白書を提出することで合意した。また薩長土の三藩は副島種臣に働きかけて、肥前佐賀藩主・鍋島直正を動かした 結果、同20日に薩摩・長州・土佐・肥前の四藩の藩主から版籍奉還の上表が朝廷に提出され、他の諸藩も領地と領民を天皇に返上する上表を次々と提出した（版籍奉還）。
これに伴い、各藩主の処遇が新政府内で話し合われ、大久保ら薩摩の官吏は藩主を藩知事とし、世襲制にすべきと主張したのに対し、木戸ら長州の官吏は反対した。最終的に両者の主張を折衷する形で、藩主はそのまま藩知事に任命されたが、世襲制は否定された。また、これを機に公卿・諸侯の呼称を廃して華族と改称し、上・中・下士の区別をやめ全て士族としたほか、知事の家禄を石高の十分の一に限定し、藩政と知事家政を分離した。これにより、建前として知事と士族の間の君臣関係が消滅し、各藩は済し崩し的に自立性を奪われて明治政府の地方行政単位に転化した。また、新政府内においても、王政復古時の五藩から、版籍奉還を真っ先に上表した薩長土肥の四藩が主導権を握るようになり、越前・尾張・芸州の影響力は低下した。
版籍奉還直後の7月8日に、職員令により官制を改革し、祭政一致を建前に神祇官、太政官を置いて前者を上位とし、太政官に左大臣と右大臣、大納言、参議、顧問として待詔院を置いた。人選は大久保の発案で、三条実美（右大臣）、岩倉具視（大納言）、副島種臣（参議）、前原一誠（参議）、待詔院学士は大久保利通、木戸孝允、板垣退助の3名を選出し、薩長土三藩の維新の功臣を激務から外して木戸派官吏の追い出しを図った が、その後長州派官吏も廣澤真臣を参議に推して対抗し内政の主導権争いが続いた。その後、政体書の規定を以て高官公選の互選も行われ、輔相には三条実美（公家）、議定には岩倉具視（公家）、鍋島直正（佐賀藩主）、徳大寺実則（公卿）、参与には大久保利通（薩摩藩士）、木戸孝允（長州藩士）、副島種臣（佐賀藩士）、東久世通禧（公家）、後藤象二郎（土佐藩士）、板垣退助（土佐藩士）の10名を選出した。これにより、議定だった諸大名や公卿の多くは免職となり、麝香間祗候か他職に追いやられ、薩長土肥以外の参与も、越前の由利以外は免職となった。9月に入ると王政復古の論功行賞として「賞典禄」を与えた。
新政府が外交方針として開国を決めたことは尊王攘夷派の怒りを買った。明治2年のうちに横井小楠・大村益次郎が早々に暗殺され、長州藩においては同年12月1日に大楽源太郎率いる奇兵隊や遊撃隊等の諸隊が乱を起こし、木戸が鎮圧に当たる始末となり、1870年（明治3年）5月には米沢藩士雲井龍雄の反政府陰謀事件が発覚した。1871年（明治4年）には二卿事件や久留米藩難事件、征韓を企画した外務権大丞丸山作楽の逮捕事件が勃発した。このように新政府がその基盤を置いた薩長でさえも、洋式装備に統一され実戦的訓練を受けた軍隊を擁しており、成立間もない新政府にとって不気味な存在であった。ましてや静岡藩をはじめとする親藩・譜代の諸藩の動静には過敏になっていた。その結果、雲井龍雄処刑の責任者であった広沢が1871年（明治4年）1月9日に暗殺されるなど片翼飛行を始めた。また、国政を薩長土肥が独占していたことも批判を浴び、明治3年7月26日には薩摩藩士横山正太郎が集議院門前で抗議の切腹を行った。政府内では薩長土肥の対立に加え、太政官と民部省、大蔵省をめぐって大久保と木戸が対立し、薩長間で抗争が繰り広げられており、世情は不安定だった。
こうした中で、政府は9月に「藩制」を公布し、藩への統制をさらに強めた。藩に共通する職制、財政の規定を示し、重要な賞罰は政府の許可を得ることや、藩士身分の単純化、藩債、藩札の整理を命じた。他方、政府への不満を抑えるため、11月29日、藩地に帰郷した島津久光と、藩政改革を通して薩摩藩の軍備強化に努め、全国から集結した士族約1万2千人の兵士軍団を束ねて政府を無言で威圧していた西郷隆盛に上京するよう説得するため、岩倉具視が勅使として、大久保利通・木戸孝允が随員として鹿児島に向かい、西郷の受諾を得てようやく政権を安定させた。
こうして世情が安定すると、政府は1871年（明治4年）7月にまず薩長土の3藩から御親兵を募って中央の軍事力を固め、次いで一挙に廃藩置県を断行した。全国の261藩は廃止され、3府302県に変わり、日本は中央集権的統一国家となった。藩知事と士族の禄は保障され、藩債を肩代わりした。身分制度の改革を行い、大名・公家を華族とする華族制度（日本国憲法が施行されるまで存在した、西洋式に倣った日本の貴族制度）の創設と、武士身分を士族として、農工商民（百姓・町人）などを平民とし、日本人（大和民族）は皆「国民」（明治憲法下では「臣民」とも呼ばれた）とされ、日本国民全員に苗字の公称を認めた四民（士農工商）平等政策を取った。戸籍法を制定し、華族・士族の散髪、脱刀並びに華士族平民間通婚を自由にし、田畑勝手作りを認め、府県官制制定を行い華士族の農工商従事を許可した。なおこれらとは区別して、天皇と血縁関係のある皇族（皇室構成員）の地位もまた定められた。1871年（明治4年）には、いわゆる解放令によってこれまでえた、ひにんとされていた賎民の人々も平民に編入された。ただし、その後も部落問題として余韻は残したままとなった。

### 明治国家の形成
1869年（明治2年）に、律令制度の行政機構を復活させ、役所機構を整備して宮内省・民部省・大蔵省・刑部省・兵部省・外務省の六省を設置したが、律令体制時代に存在した中務省・式部省・治部省の三省は復活設置されなかった。しかし、戸籍、土木、租税、駅逓、通商、鉱山を管轄する民部省と出納、秩禄、造幣、営繕を管轄する大蔵省の民蔵両省の官吏は、財政及び貿易問題で外国人と接する機会が多く、また職務が実質的合理的思考を必要としたので、1870年（明治3年）4月に太政官が旧朝敵藩の贖罪金免除に大蔵省が反発するなど、しばしば両省の争いが政府内の紛乱の種となった。しかし、後に民部省が大蔵省に統合されると、大蔵省に産業、財政の強大な権力権限が集中し、官僚社会に強固な勢力を築き上げた。
軍事上の改革では民部省大輔兼軍務官副知事の大村益次郎（長州藩士）が「農民を募り親兵」とする国民皆兵による政府軍を作る計画を進め、1873年（明治6年）1月10日、陸軍卿山縣有朋を中心に徴兵令を公布し身分に関わり無く満20歳以上の男子に兵役の義務を課した（ただし実質的には、徴兵制度の例外として戸主は徴兵を免除され、主として戸主以外の次三男層や貧農層の子弟が兵役を担ったため、血税一揆が起きた）。兵役は3カ年。軍隊に直接入隊しない者も、17歳から40歳までの男子はことごとく兵籍を与えられ戦争があるときは呼び出されることとなった。男子の国民皆兵の原則である。この原則が1873年（明治6年）から1945年（昭和20年）の第二次世界大戦敗戦までの72年間、人々の生活を支配した。しかし、資産家や富裕層など財産のある者は例外となった。治安面では1874年（明治7年）東京に警視庁を置いた。華族・士族は廃藩置県後も政府から家禄を支給されていたが、1876年（明治9年）金禄公債を支給してそれを年賦で支払うこととし、一切の家禄支給を停止した（秩禄処分）。これにより士族の地位は著しく下がった。
外交では1871年（明治4年）11月12日、江戸幕府政権時に西洋諸国間と結んだ不平等条約改正の予備交渉と欧米先進国の文物の調査を目的に、岩倉具視を全権大使、大久保と木戸を全権副使とする大規模な使節団を欧米諸国に派遣した。この岩倉使節団には伊藤博文、山口尚芳ら中堅官吏が随行し、1年9ヶ月にわたって12カ国を訪問した。その目的の一つであった不平等条約の改正は成功しなかったが、政府は西洋文明の実態に触れ日本の近代化を推し進める大きな原動力となった。新政府は、日朝国交正常化のため李氏朝鮮に外交使節を送ったが、李氏朝鮮は徹底的な鎖国政策を採り、大院君政府は何らの回答もよこさなかった。次いで、釜山にある日本公館に対して生活物資の搬入を妨害するなど、朝鮮側が日本を非難する事件が発生。これらの理由から1873年（明治6年）夏から秋にかけていわゆる「征韓論」の論争が起こり、問題が大きくなっていた。6月12日に初めて閣議の議題に上った。そこで、政府は8月17日の閣議で西郷隆盛の朝鮮派遣使節任命を決めた。

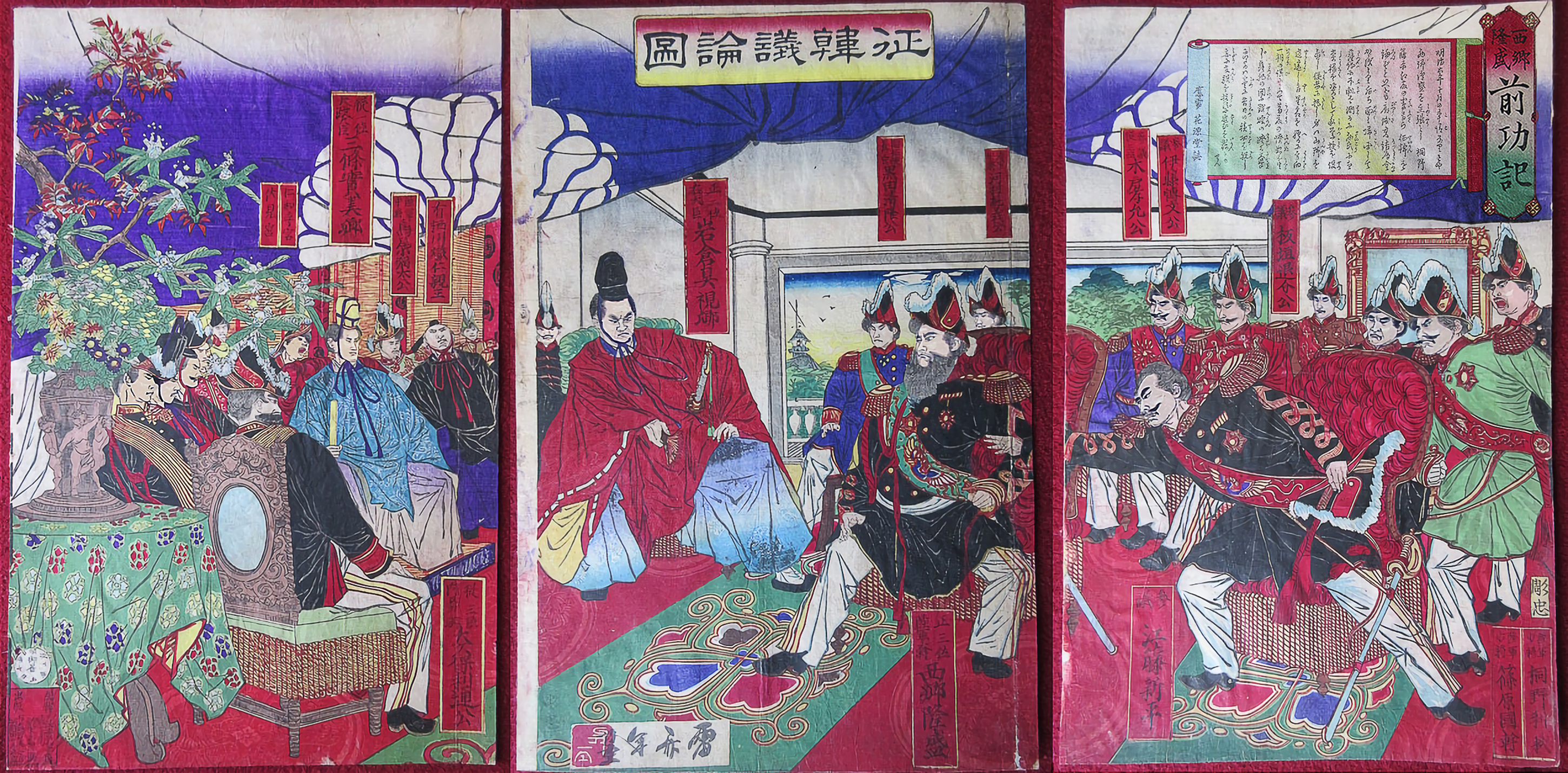
征韓議論図
中央左に岩倉具視、中央右に西郷隆盛、右に江藤新平。

欧米諸国の朝鮮進出を警戒して、西郷隆盛・板垣退助らは朝鮮の開国を迫り征韓論を唱えた。しかし、1873年（明治6年）欧米視察から帰国した岩倉具視・大久保利通らは国内改革の優先を主張してこれに反対した（明治六年政変）。西郷・副島・後藤・板垣・江藤ら5参議が下野したのち、江華島事件が勃発して1876年（明治9年）日朝修好条規（江華条約）を結んで朝鮮を開国させた。また、清国に対しては1871年（明治4年）日清修好条規を結んで琉球藩を置き、1874年（明治7年）台湾に出兵した（征台の役）。次いで1879年（明治12年）沖縄県を設置した。ロシアに対しては1875年（明治8年）に樺太・千島交換条約を結び、樺太をロシア領、千島列島を日本領と定めた。また小笠原諸島・尖閣諸島・竹島も日本の領土とし、日本の領域をいったん確定した。
内国行政では留守政府が1872年（明治5年）2月に田畑永代売買解禁、4月に庄屋、名主を戸長と改称、7月に全国一般に地券発行を行い、帰国した大久保は1873年（明治6年）に内務省を設置、殖産興業の育成に力を入れてお雇い外国人らを用いて富岡製糸場など多くの官営工場を設立した。財政面では、民部省を統合した大蔵省の大蔵卿・大久保と大蔵大輔井上馨が改正局を設立して、井上直属の部下渋沢栄一を掛長に抜擢し、1871年（明治4年）には各藩の藩札等を廃止して新貨条例を制定、貨幣の単位を円・銭・厘に統一した。1872年（明治5年）に国立銀行条例を制定し国立銀行を各地に作らせた。
蝦夷地は北海道と改められて開拓使を置き、屯田兵などと共に本格的な開拓事業を展開した。通信では江戸時代の飛脚制度にかわり、まず三府（東京・京都・大阪）で1871年（明治4年）郵便事業が開始され、電信も1869年（明治2年）に東京-横浜間で開通した。運輸関連では1872年（明治5年）新橋-横浜間で官営の鉄道が開通した。海運事業は政府の保護の下に三菱商会を中心に発達した。
建築等も煉瓦造の建物が見られるようになり、都心部では家々には石油ランプがともされて街灯にはガス灯が登場、馬車や人力車が走るようになった。軍服には洋服が採用され、政府官吏が順次服装を西洋化していった。また、西洋化する日本市場を狙いスタンダードチャータード銀行やフリードリヒ・バイエル、大北電信会社など外資の進出が東京や横浜、神戸などで相次ぎ、また欧米で1850年頃に普及しはじめたトイレットペーパーが、この頃新聞の普及とともに都心部で急速に普及したが、地方ではまだまだであった。
司法面では法治主義と司法権の自立、三権分立を推進するため、初代司法卿・江藤新平がその任に当たったが、留守中の長州藩の首領・近衛都督山縣有朋が、陸軍省御用商人・山城屋和助の公金費消事件に関わったとされる山城屋事件、大蔵大輔井上馨（長州藩士）が職権を濫用して民間人から尾去沢銅山を巻き上げた事件（尾去沢銅山事件）、長州藩出身の京都府参事槇村正直の人民への圧政などを激しく追及、裁判所設立予算を巡る対立も絡んで3人を一時的に辞職に追い込むなどして長州閥を一掃したことで江藤は次第に政府内から煙たがられる存在となり、留守政府の五参議（西郷・江藤・板垣・後藤・副島）免職の発端の一つになった。
1873年（明治6年）7月28日には新政府の費用を作り出すため「地租改正」条例を公布し、農地の値段を定めて豊作・凶作に関係なく地租を地価の3%と定め、土地所有者に現金で納めさせることにした。地主は土地所有を法的に認められるようになった。しかし地主と小作人の関係は変わらず、小作人はこれまで通り小作料を現物で地主に納めさせた。自作と小作農は負担がそれまでより軽くならないで苦しい立場に置かれることになった。地主は他の農民の土地を買い、それらの土地をお金に換えて資産を増やしていった。そして一部は土地を処分して資本家に変わっていった。やがて土地を耕すことはすべて小作人に任せ、お金だけ受け取って都市部で暮らす不在地主が増えていった。徴兵令に対する不満と地租改正に反対して百姓一揆がしばしば起こり、1876年（明治9年）に三重県で発生した伊勢暴動（東海大一揆）、茨城県などの地租改正反対一揆などを受けて翌年地租率を2.5%に引き下げざるを得なかった。その結果、地租を納める農民の負担は江戸時代のおおよそ20%減ることになった。
文化面では1872年（明治5年）11月に太陽暦を採用、文明開化の風潮が高まり、福澤諭吉・西周・森有礼・中村正直らが明六社を結成し、著作や講演会を通じて近代的な学問・知識を日本国内に広めたほか、中江兆民ら新しい思想を説く啓蒙思想家も現れた。印刷技術の進歩により、日本最初の日刊新聞「横浜毎日新聞」を始め新聞が次々と創刊された。全ての国民が教育を受けられるよう学校制度が整備され、1872年（明治5年）「学制」を公布して全国に学校が設立された。新政府では寺島宗則・神田孝平・柳川春三といった学者を招聘して運営に当たらせた。教育機関の整備では大学寮をモデルにした「学舎制」案を玉松操・平田鐵胤・矢野玄道らに命じて起草させた。
宗教の面では神道の国民教化を図ろうとして神仏分離令を出した。これを受け、日本の仏教に根付いていた寺請制度に不満を持っていた者も加わり、廃仏毀釈が行われる事態となる。1870年（明治3年）大経宣布を行い祝祭日を制定した。1873年（明治6年）には天皇の誕生日を天長節（現在の天皇誕生日）、神武天皇が即位した日（紀元前660年2月11日）を紀元節（現在の建国記念の日）とした。1873年（明治6年）にキリスト教を解禁。後の大日本帝国憲法で定められた政教分離という制度的要請から、国家神道（神社非宗教論）に基づく宗教行政に転換していった。
明治新政府の近代化のための変革はあまりにも性急で、国民生活の実情を無視していた点も多かった。特に、廃藩置県と徴兵令は士族の武力独占を破り、御親兵は近衛兵と改称され、中央集権を企図した地方行政制度である大区小区制は、従来の地方自治を無視して中央の命令の伝達と施行しかしない機関を設けたため極めて不評で、地方自治をある程度尊重した郡区町村制に短期間で改められている。新政府の枢要な地位はほとんど薩長土肥の藩閥人物で構成されていたため全国の士族は特権を奪われ、経済的にも行き詰った。政府に対する士族の不満が高まった結果、民撰議院設立建白書を発端に士族反乱・自由民権運動が起こり、ついには1874年（明治7年）に岩倉具視暗殺未遂事件（喰違の変）が勃発した。
喰違の変の後、大久保利通は、征韓派士族に不満の捌け口を与えるため、台湾征討に手を付けた。台湾蕃地事務都督に西郷従道を任命し、「台湾出兵」を行った。1874年（明治7年）5月に征台軍は蕃地を平定。大久保利通は、特命弁理大臣となり清国の北京にて会談し、清国は日本国に償金50万両を支払うとの条件で合意した。台湾問題を片づけた大久保は、西南戦争中にもかかわらず、内務省主導で総裁・大久保利通、副総裁・松方正義の下で、第一回内国勧業博覧会を開催。製鉄所や紡績所を経営して士族授産事業と殖産興業が進み、それと並行して秩禄処分が進められたため、士族反乱に乗じなかった士族は、次第にブルジョアジーとプロレタリアートに分解した。

### 士族反乱（自由民権運動）

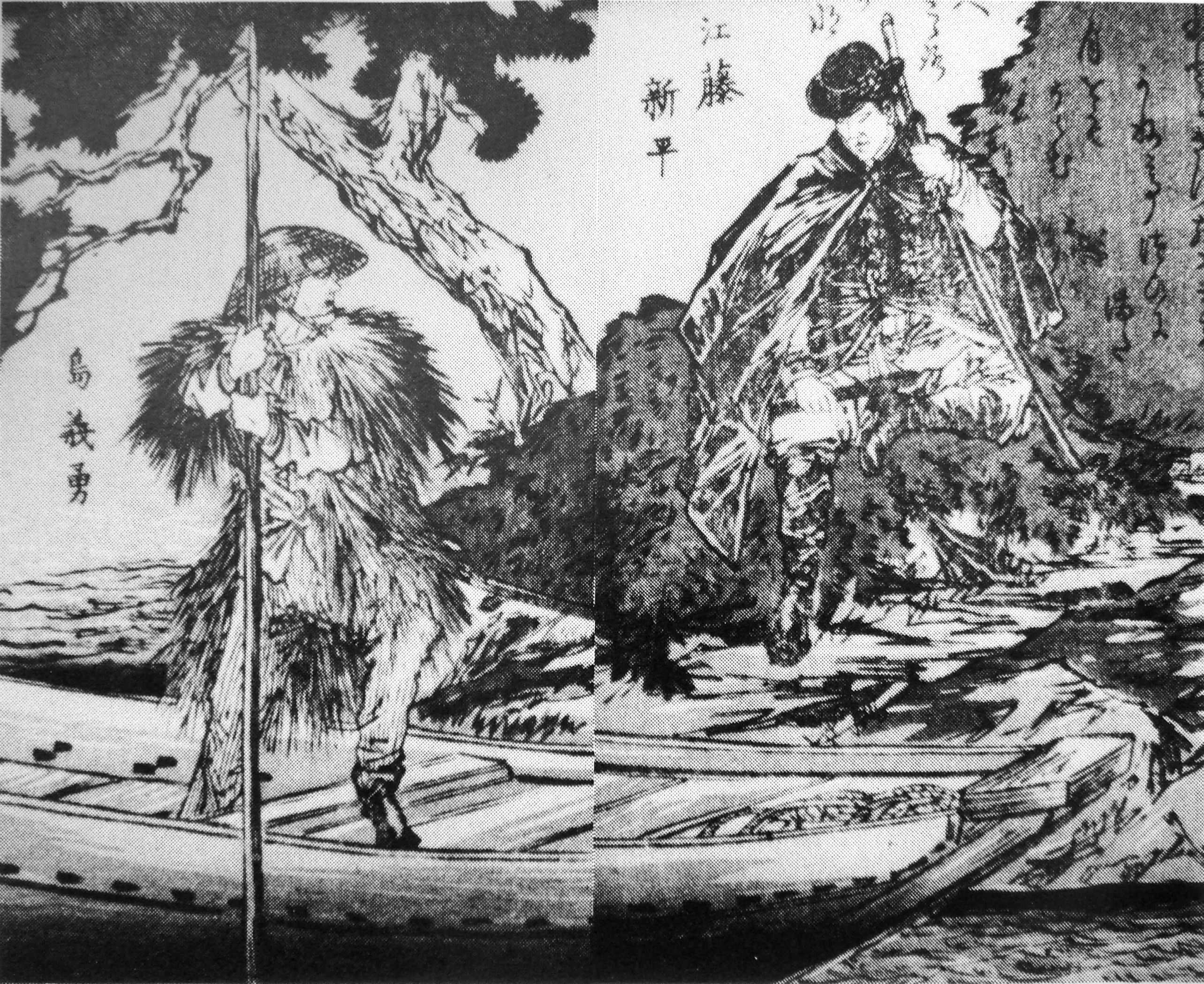
佐賀の乱の首謀者。江藤新平と島義勇。

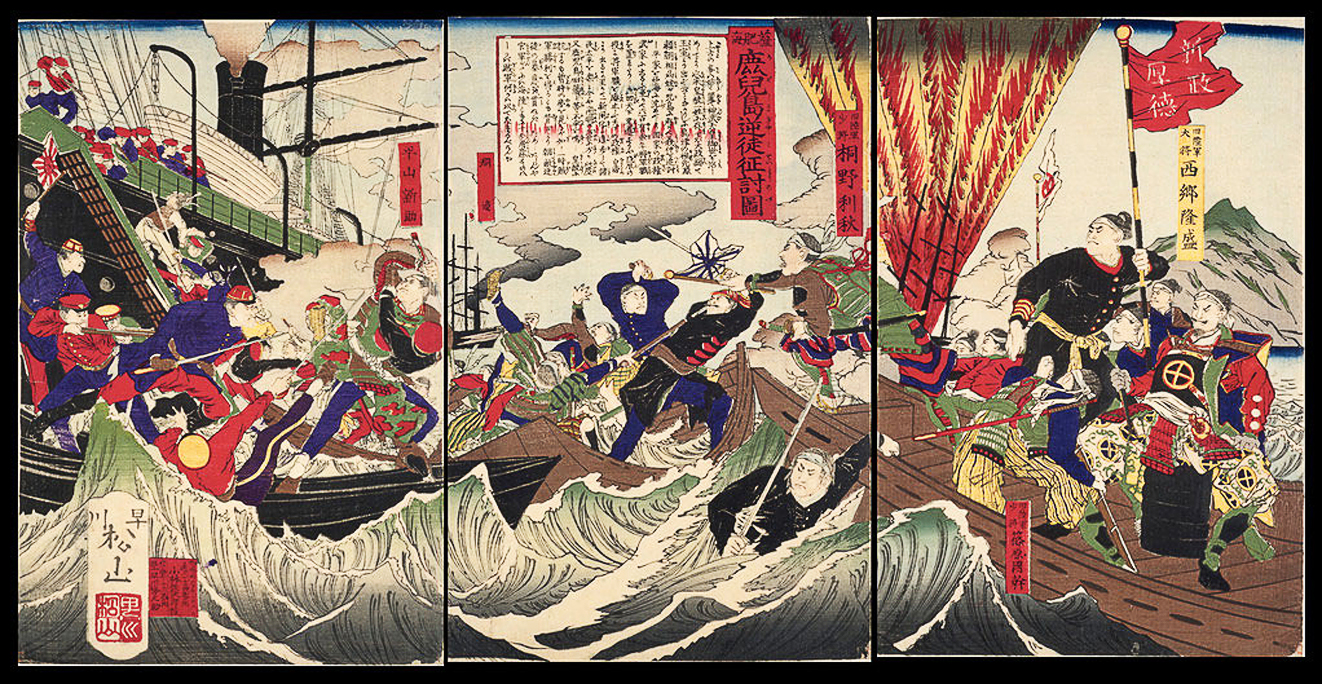
西南戦争。鹿児島付近の衝突。

1873年（明治6年）の征韓論政変により下野した板垣退助は翌1874年（明治7年）後藤象二郎・江藤新平・副島種臣らと愛国公党を結成、由利公正らと民撰議院設立建白書 を明治7年（1874年）1月政府左院に提出し、高知に立志社を設立する。この建白書が各地の新聞に掲載されたことで、政府に不満を持つ士族を中心に運動が進められるようになった。一方、民選議院を設立すべきか否かの議論も新聞雑誌紙上で盛んに交わされるようになった。翌1875年（明治8年）には愛国社が結成されるが、大阪会議で板垣が参議に復帰して漸次立憲政体樹立の詔を出すとともに、官選の元老院を設け大審院を置いて裁判制度を整備し、地方官会議を開いて地方議会の開設について討議した。また一方で、政府は新聞紙条例や讒謗律を制定して急進的な反政府の言論活動を取り締まった。後になり立志社が西南戦争に乗じて挙兵しようとしたとする立志社の獄が発生して幹部が逮捕されている。
民撰議院設立建白書に名を連ねた江藤新平は1874年（明治7年）郷里の佐賀で島義勇と共に不平士族の首領となって反乱を起こした（佐賀の乱）。政府はこれを鎮圧したが、廃刀令や家禄制度の廃止などによって士族の不満はいっそう高まった。1876年（明治9年）熊本で神風連の乱、福岡で秋月の乱、山口で萩の乱と一連の士族反乱が起こり、翌1877年（明治10年）ついに西郷隆盛を首領とする鹿児島士族ら約4万人が政府に対して兵を挙げた（西南戦争）。西南戦争は政府にとっても大きな試練で、新しい軍隊を総動員して約8ヶ月に渡って九州各地で激しい戦闘が展開された。戦争のさなか木戸が病死、西郷も自刃し、翌1878年（明治11年）には大久保が東京で不平士族の島田一郎ら6名により暗殺された（紀尾井坂の変）。こうして明治政府の「維新三傑」体制は終わりを告げ、薩長元老による官僚藩閥政権が確立した。
自由民権運動の共通の目的は国会開設であった。次第に農民の間にも支持層が広がり、1880年（明治13年）全国の民権派団体が大阪に集まって愛国社の大会を開き、国会期成同盟を結成し8万7千名余の署名を連ねた。私擬憲法が草案され始め、40編以上が発表された。イギリス流の二院制の議会政治（交詢社、嚶鳴社）、人民主権と一院制（立志社、植木枝盛）、君権主義（五日市憲法）などのように民権派から発表されたものが多かった。1881年（明治14年）開拓使官有物払下げ事件に端を発した明治十四年の政変で、井上毅・伊藤博文・岩倉具視らドイツ流憲法の支持者は即時国会開設を唱えていた急進派官吏を政府から追放する一方「国会開設の詔勅」を発し、1890年（明治23年）に議会を開設することを国民に約束した。その結果、明治政府から追放されることとなった板垣退助は自由党を、福地源一郎は立憲帝政党を、大隈重信は立憲改進党を結成し、来る国会開設の準備を図ろうとした。
1882年（明治15年）道路造成事業に反対した農民や自由党員らが検挙され（福島事件）、続いて加波山事件・秩父事件など東日本各地で自由党員らによる暴発事件が起こった。こうして自由民権運動は衰退していき、1887年（明治20年）大同団結運動を起こしに政府に迫ったが、政府は保安条例を発して多くの民権運動家を東京から追放した。財政面では、西南戦争後のインフレーションの整理を図るため、大蔵卿松方正義を中心に1882年（明治15年）に日本銀行を創立し、1885年（明治18年）から正貨である銀貨と引き換えのできる兌換紙幣を発行させた（銀本位制）。また官営工場を民間に払い下げた影響から政商が生まれ、のちにこれらは財閥を形成していった。
1882年（明治15年）、政府内で実権を握った伊藤は憲法調査のためヨーロッパを訪問。帰国後1884年（明治17年）華族令を制定して国家の功労者にも爵位を与えて華族とし、貴族院を作るための華族制度を整えた。1885年（明治18年）には太政官制を廃止して内閣制を導入し、初代内閣総理大臣には伊藤博文が就任、1888年（明治21年）新設された枢密院の議長にも就任した。1888年（明治21年）には市制、町村制、府県制、郡制が公布され地方自治制が実施された。1889年（明治22年）大日本帝国憲法、翌1890年（明治23年）教育勅語が発布された。
伊藤以降の初期内閣の構成はいずれも薩摩藩（黒田清隆、松方正義）と長州藩（伊藤博文、山縣有朋）を中心にして組閣され、1890年（明治23年）11月25日帝国議会の幕が開いた。以後激しい選挙干渉にて民党を抑えようとしたが、1892年（明治25年）に成立した第2次伊藤内閣の時には政府と自由党が次第に歩み寄りを進め、協力して政治を運用するようになった。

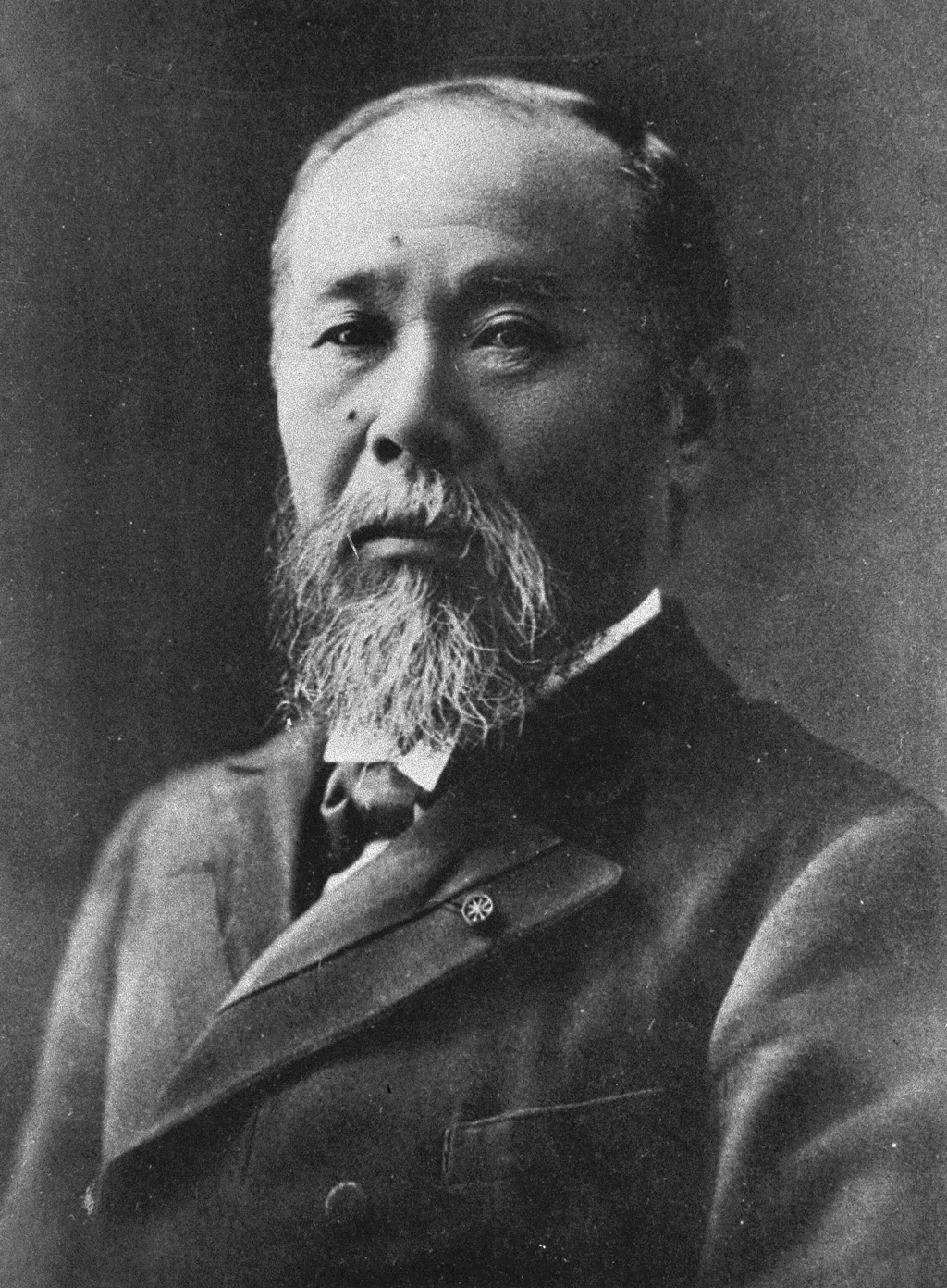
伊藤博文
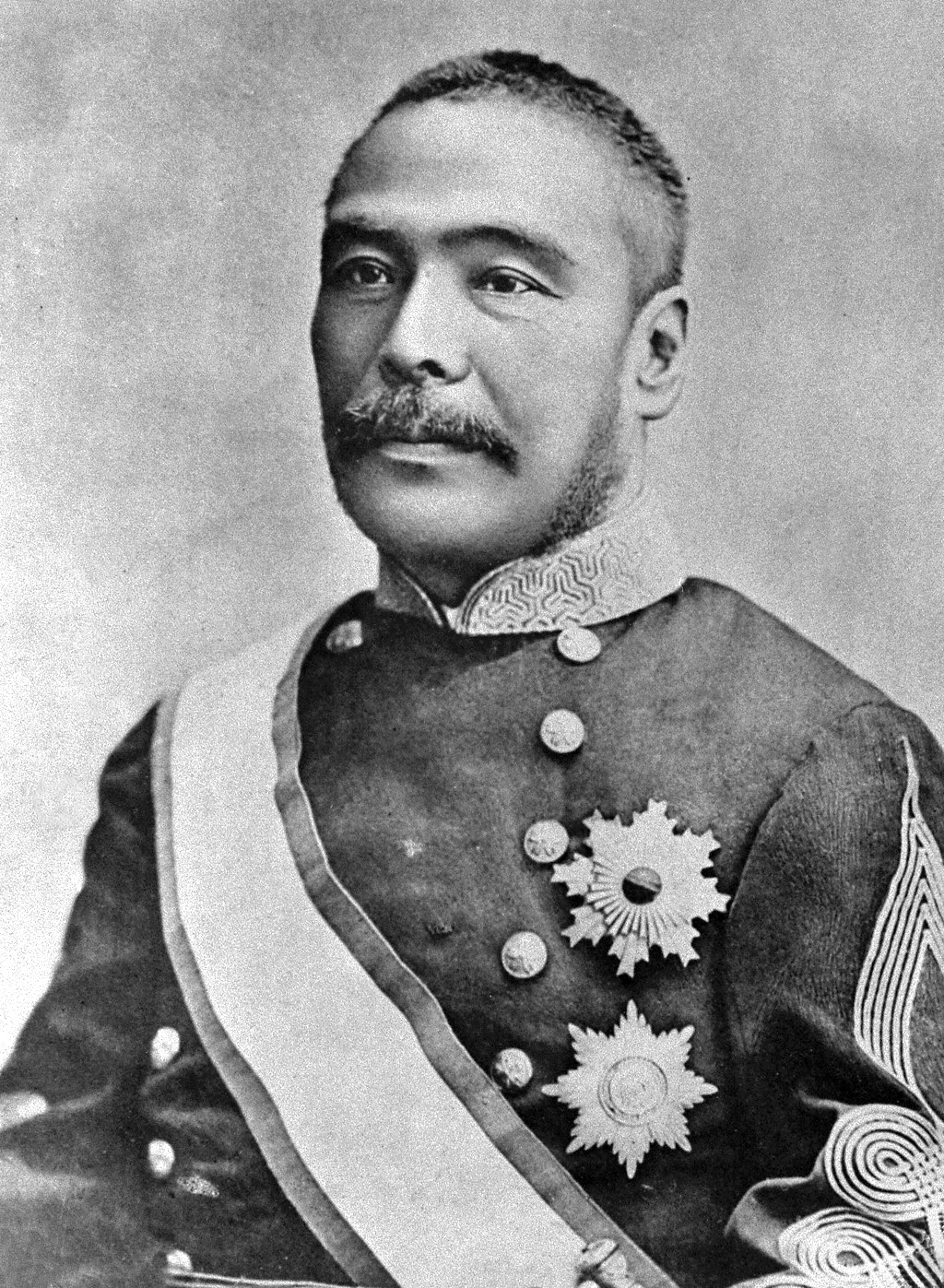
黒田清隆
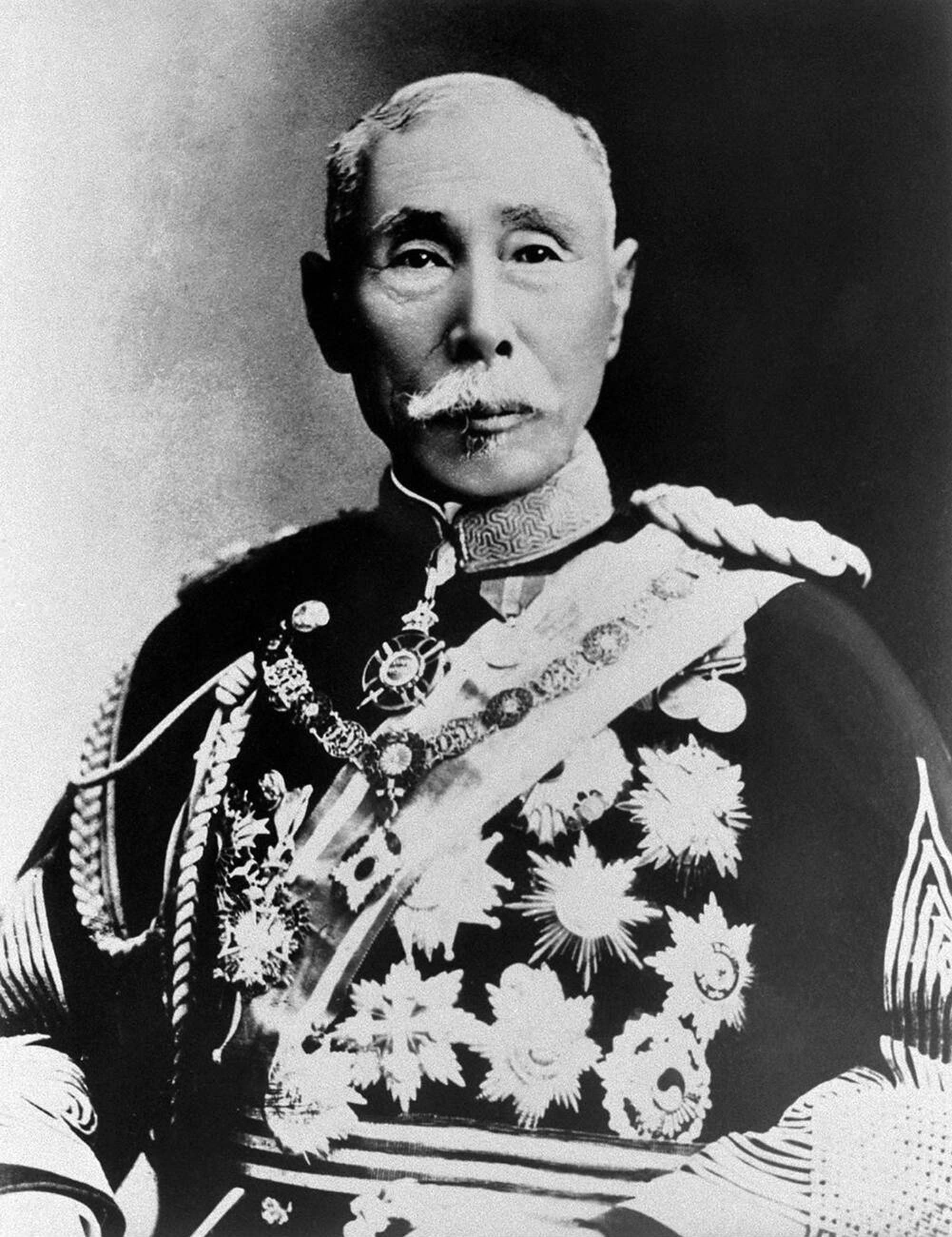
山縣有朋
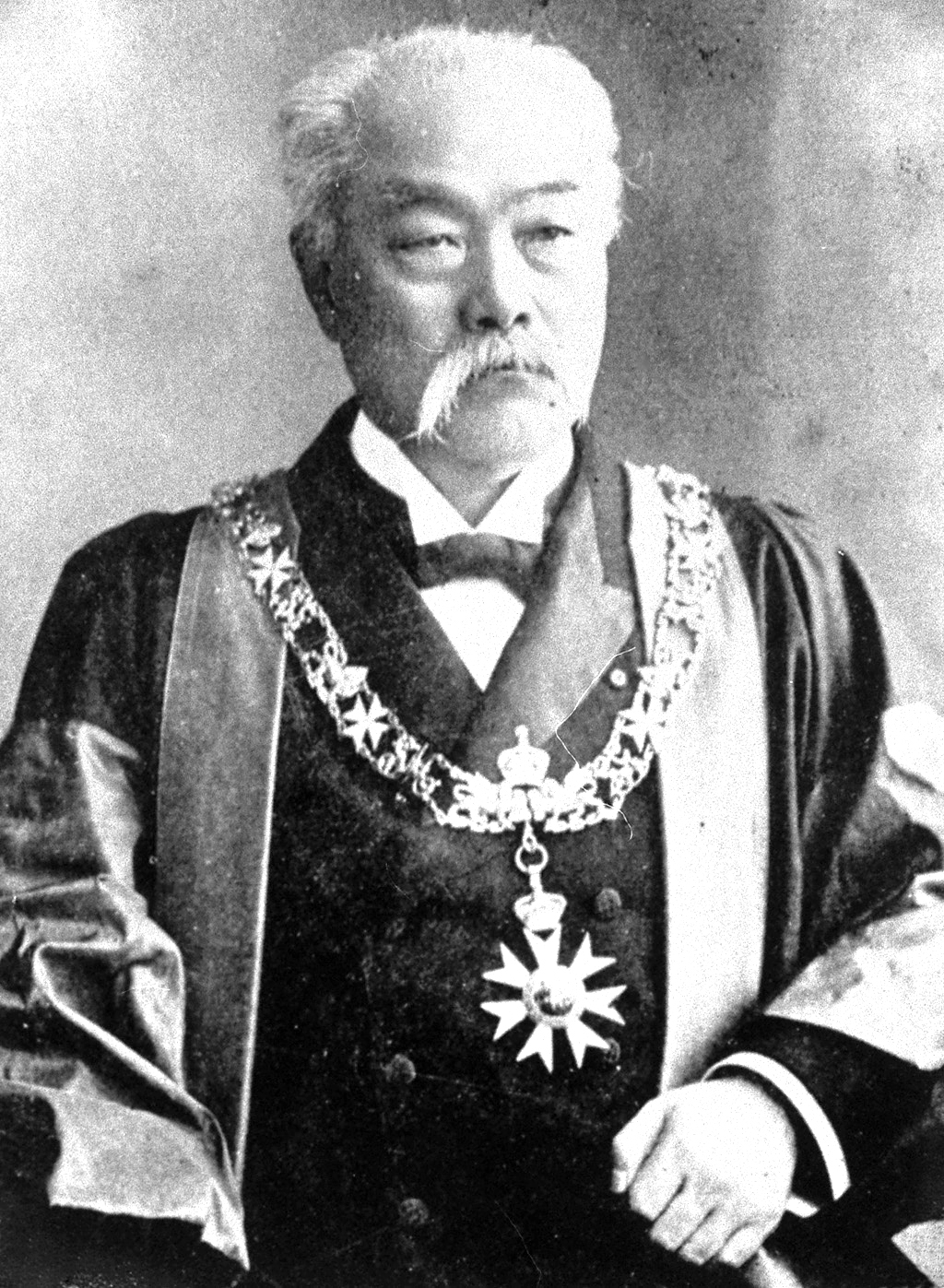
松方正義

### 条約改正問題

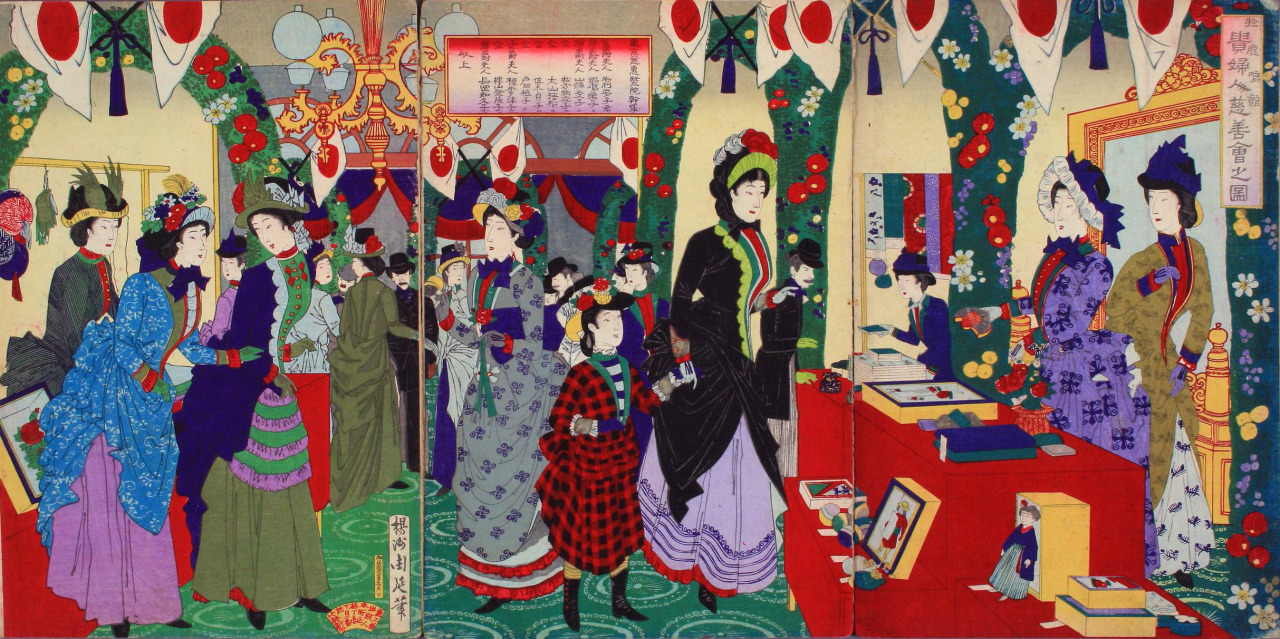
鹿鳴館

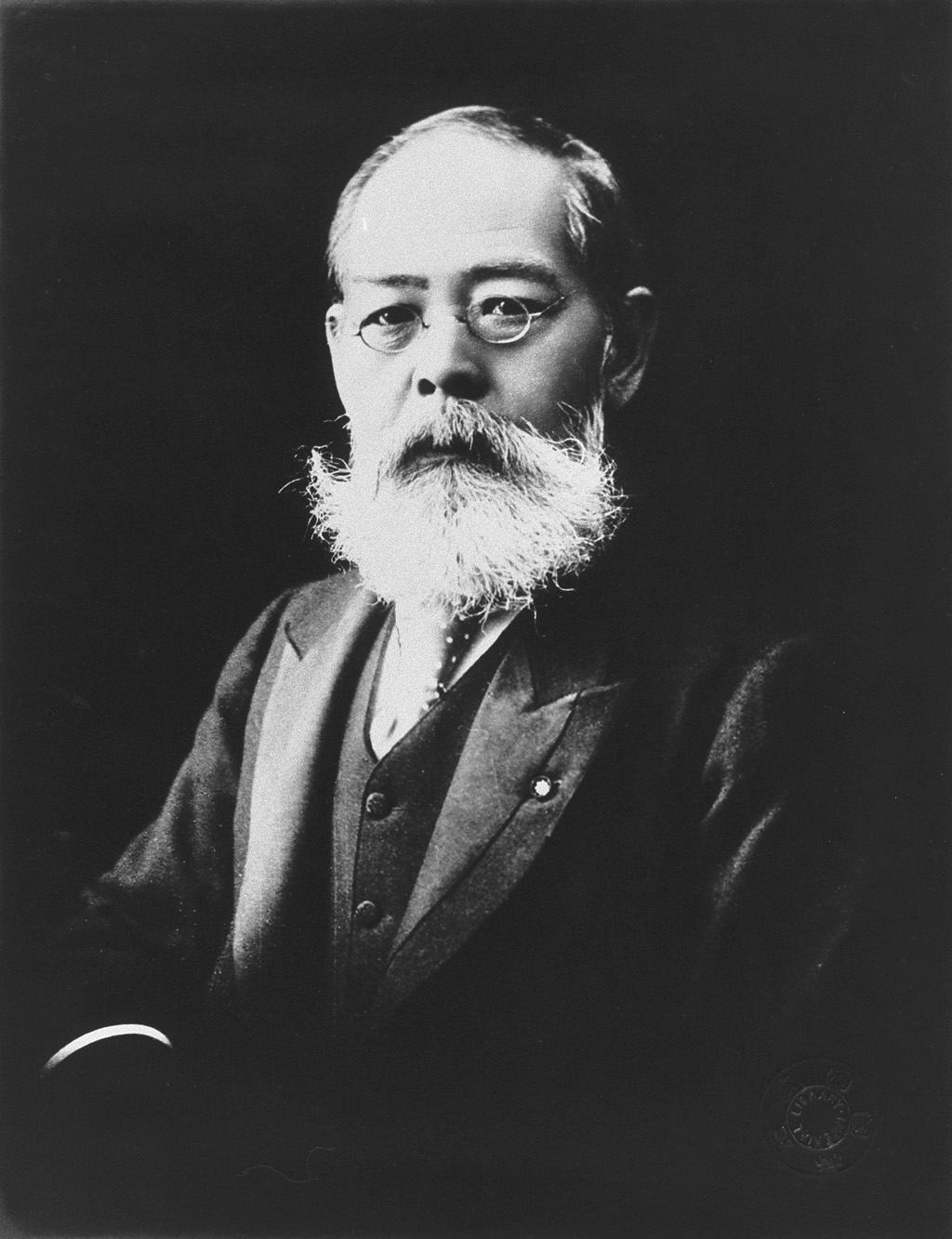
青木周蔵

19世紀後半にアジアの多くの国々は欧米諸国の植民地となっていたが、幕末以来の不平等条約を改正して関税自主権の確立（税権回復）と領事裁判制度の撤廃（法権回復）とを実現することが、日本にとって欧米諸国と対等の地位に立つためには何よりも重要であった。1871年（明治4年）、日本と清国は日清修好条規に調印。1873年（明治6年）に外務卿・副島種臣は、清国皇帝に謁見し日清修好条規批准書の交換を行った。
1878年（明治11年）に外務卿・寺島宗則の下でアメリカとの間で税権回復の交渉が成立したが、イギリスなどの反対により新しい条約は発効しなかった。後を継いだ外務卿・井上馨は欧化政策を取り、風俗や生活様式を西洋化して交渉を有利に運ぼうとした。1883年（明治16年）に日比谷に建てられた「鹿鳴館」では、政府高官や外国公使などによる西洋風の舞踏会がしきりに開かれた。井上の改正案は外国人に日本国内を開放（内地雑居）するかわりに税権の一部を回復し、領事裁判制度を撤廃するというものであったが、国権を傷つけるものだとして政府内外から強い反対が起こり、1887年（明治20年）交渉は中止され、井上は辞職した。
これに続いて、1889年（明治22年）大隈重信外相がアメリカ・ドイツ・ロシアとの間に新条約を調印したが、大審院（現在の最高裁判所に相当）に限り外国人裁判官の任用を承認していたので、『新聞日本』を基盤に持つ東邦協会メンバーを皮切りに国民協会を率いる保守派の品川弥二郎や鳥尾小弥太、民権派の星亨を中心として再び国内に反対運動が起きた。大隈は玄洋社の活動家に爆弾を投げつけられて負傷したため交渉は中止となって新条約は発効せず、またその後も青木周蔵外相の交渉が1891年（明治24年）に訪日したロシア帝国皇太子（当時、後のニコライ2世皇帝）が滋賀・大津で警護の警察官に襲われて負傷（大津事件）したことにより挫折するなど、条約改正は難航した。
その後、イギリスは東アジアにおけるロシアの勢力拡張に警戒心を深め、日本との条約改正に応じるようになった。1894年（明治27年）に外務大臣陸奥宗光は駐英公使青木周蔵に交渉を進めさせ、イギリスとの間で領事裁判権の撤廃と関税自主権の一部回復を内容とした「日英通商航海条約」の調印に成功した。関税自主権の完全回復は、後に持ち越された。

### 大日本帝国憲法

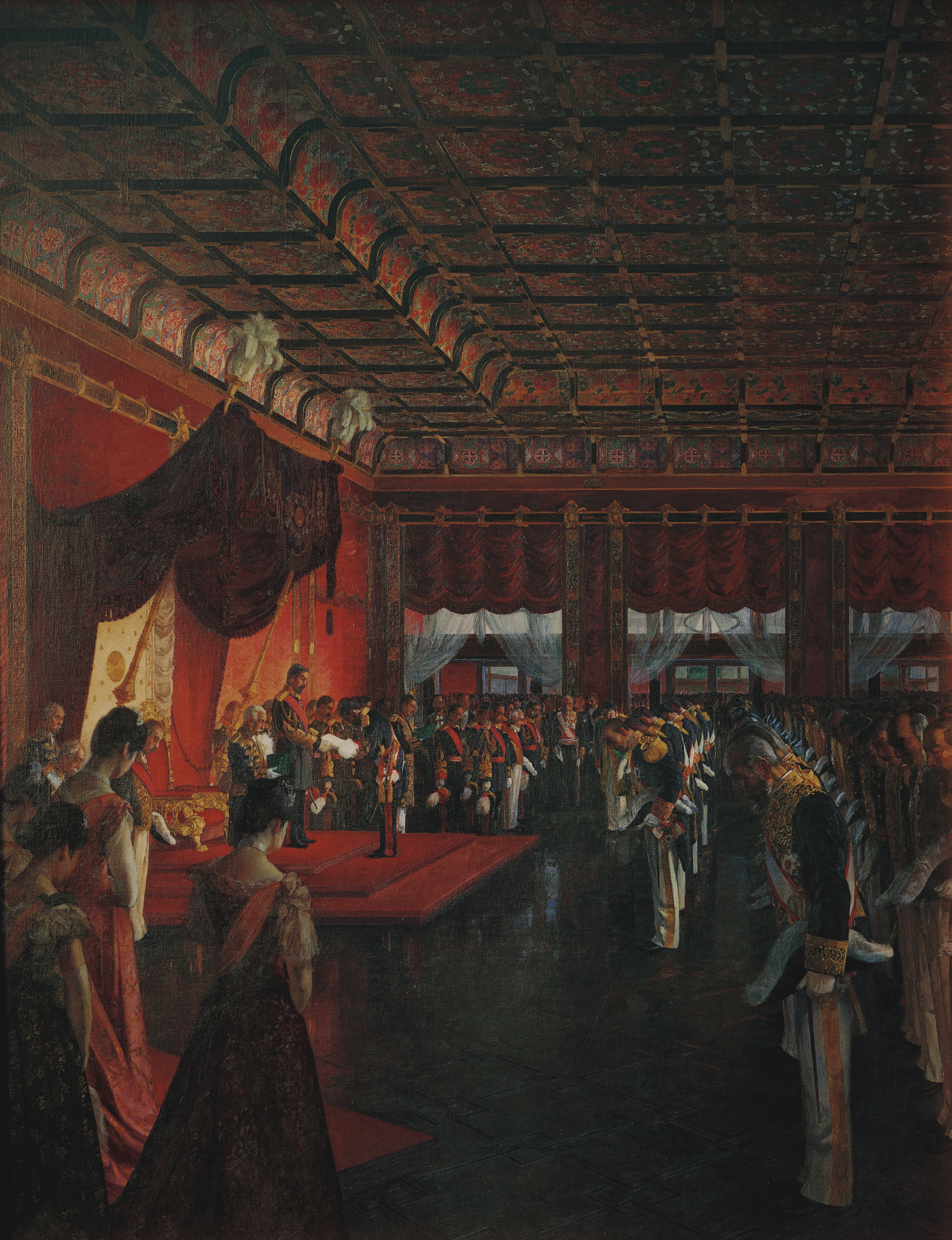
大日本帝国憲法の発布式

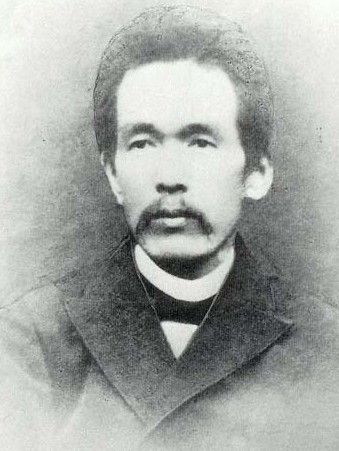
井上毅

憲法制定に至るまで
伊藤博文は井上毅、伊東巳代治、金子堅太郎、ヘルマン・ロエスレルらと憲法制定の準備を開始し、1888年（明治21年）枢密院を設置した。そして、1889年（明治22年）黒田清隆内閣の時に君主権が強いプロイセン憲法を模倣した大日本帝国憲法が明治天皇から臣下に授ける形で制定された。
大日本帝国憲法の内容
同憲法は天皇を第3条で神聖不可侵と規定し、第4条で統治権を総攬する元首と規定した。つまり形式上は天皇が権力の総元締ということになった。
三権に関しては以下の通り。第一に立法権であるが、天皇は第5条において帝国議会の協賛を以って行使すると規定された。天皇の立法権は概ね法律の裁可が中心で、またその裁可には国務大臣の副署が必要とされた。つまり、大臣の副署を経てから天皇が裁可し法案が成立する、という形式である。また、帝国議会は選挙で選ばれる国会議員からなる衆議院（下院）と華族や皇族などからなる貴族院（上院）の二院で構成された。第二に行政権であるが、後の日本国憲法と異なり議院内閣制に基づく連帯責任ではなく、第55条で各国務大臣は天皇を輔弼し個別に責任を負うものであった。第三に司法権であるが、第57条で天皇の名において法律により裁判所が司法権を行うものであった。
この憲法の問題は主なものに以下の2つが挙げられる。第1は第11条に規定されている「天皇は陸海軍（大日本帝国陸軍・大日本帝国海軍）を統帥する」という規定であった。陸軍省・海軍省を有する内閣や帝国議会は軍部（陸軍：参謀本部、海軍：軍令部）に対して直接関与できなかった。第2は第21条で規定された「法律の範囲内において自由である」という臣民（国民）の権利であった。
また、黒田清隆首相は「政党の動向に左右されず、超然として公正な施策を行おうとする政府の政治姿勢」を示し、議会と対立した。
その後1889年（明治22年）の大日本帝国憲法公布に伴い「衆議院議員選挙」法が公布され、「直接国税15円以上を納税した満25歳以上の男子のみ」に選挙権を与えた制限選挙を実施し、1890年（明治23年）に最初の第1回帝国議会が開会された。
発布
憲法の発布により天皇中心の国家体制が確立されるとともに国民の権利と自由が認められ、国政参加への道が開かれた。不十分であったとはいえ、他のアジア諸国に先駆けて憲法と議会を持つ近代国家への道を歩み始めた。
日本法において民法・商法などの諸法典も制定された。民法はフランスのギュスターヴ・エミール・ボアソナードの助言を受け、フランス民法典と日本の慣習法を折衷したものであったが、特に「家族制度についての規定が家父長制に基づく日本の美風に背く」として非難が起こり実施が一時延期された。

### 日清戦争

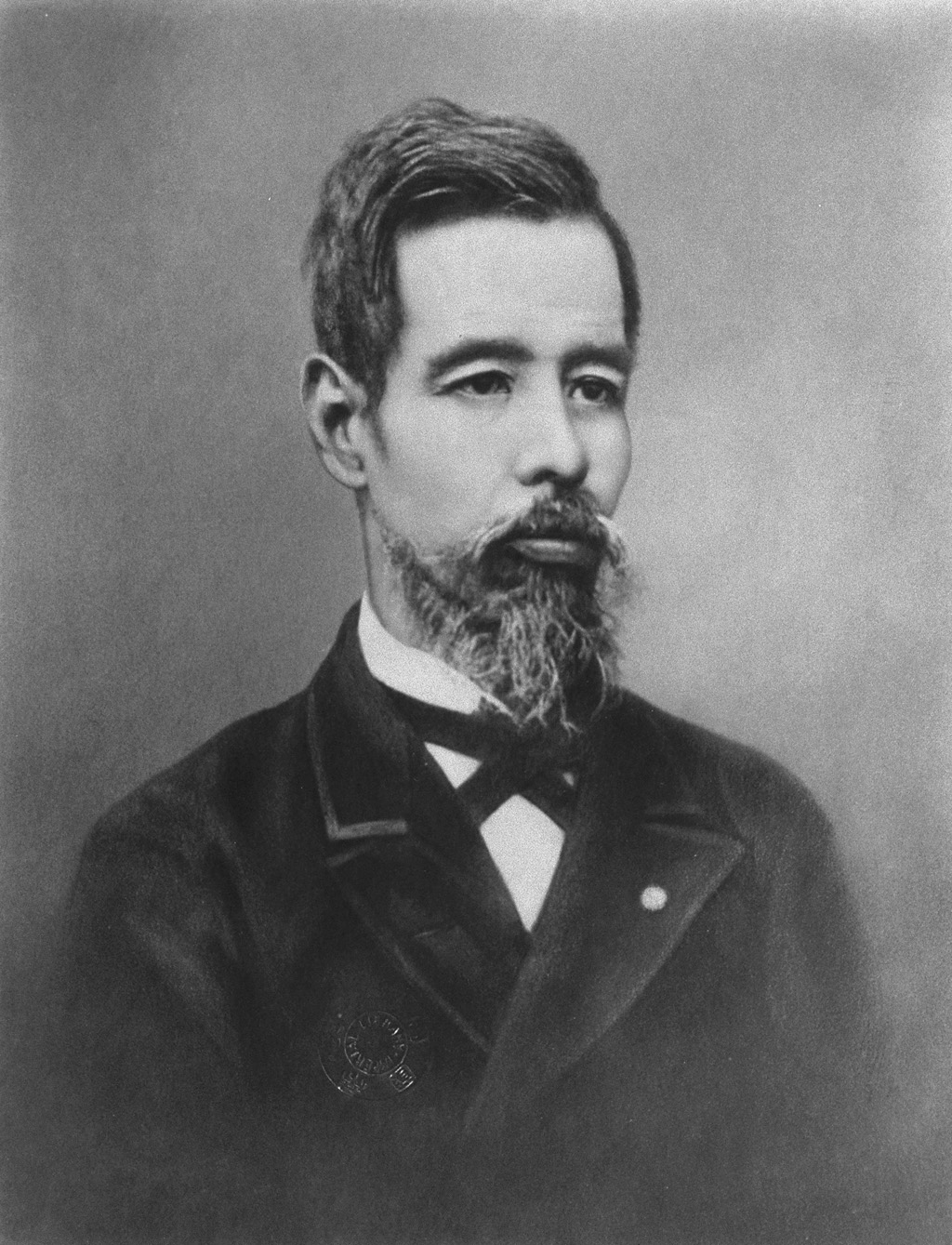
外相陸奥宗光

日本は1882年（明治15年）の壬午事変と1884年（明治17年）の甲申政変を契機に朝鮮を巡って清と対立し、甲午農民戦争を契機に1894年（明治27年）日清戦争が勃発した。当時の国力では財力、軍艦、装備、兵数すべてにおいて清の方が優位であったが、士気と訓練度で勝った日本は勝利し下関条約によって以下の内容を清に認めさせた。
- 朝鮮の独立の承認
- 領土として遼東半島、台湾、澎湖諸島の割譲
- 賠償金（2億両(テール)、日本円で3億1千万円）を獲得
- 重慶・長沙・蘇州・杭州の4港開港

下関条約の結果、清の朝鮮に対する宗主権は否定され、ここに東アジアの国際秩序であった冊封体制は終焉を迎えた（李氏朝鮮は1897年（明治30年）大韓帝国として独立した）。しかし、遼東半島はロシア、フランス、ドイツの三国干渉により返還させられた（代償として3000万両を獲得）結果、国民に屈辱感を与え報復心が煽られた（臥薪嘗胆）。
結果としてこの戦争により日本も諸列強の仲間入りをし、欧米列強に認められることとなった。他方「眠れる獅子」といわれた清が敗戦したことから、諸列強による中国大陸の植民地化の動きが加速されることとなった。加えて、日清戦争の賠償金は1897年（明治30年）の金本位制施行の源泉となり、官営八幡製鉄所造営（1901年（明治34年）開設）の資金となるなど戦果は経済的にも影響を与えた。一方、日本は外国との間にある不平等条約の廃棄を公然と要求しうるようになった。

### 日露戦争
日清戦争終了後、ロシア帝国は清に圧力をかけ、遼東半島の旅順、大連を租借した。また、シベリア鉄道およびその支線である東清鉄道を建設し南下政策を進めていった。とりわけ、義和団の乱（義和団事件）以降、ロシアは満洲に軍隊を駐留させて利権を確保していった。日本はロシアの動きを牽制すべく、1902年（明治35年）イギリスとの間に日英同盟を締結した。当時、世界第一の大帝国で「栄光ある孤立」を貫いていたイギリスが初めて同盟を締結したということとアジアの新興国家である日本が相手ということから世界の注目を受けたが、ヨーロッパでは極東において成り上がりの日本を手先にして火中の栗（中国）を拾わせようとするものとする風刺も見られた。その後、満洲、朝鮮半島の利害が対立したロシア帝国相手に日露戦争が勃発した。
陸軍は遼東半島上陸後、旅順攻囲戦、奉天会戦と圧倒的物量で上回るロシア陸軍を辛うじて後退させることに成功した。一方、海軍は最終的には日本海海戦でロシアのバルチック艦隊を撃滅した。

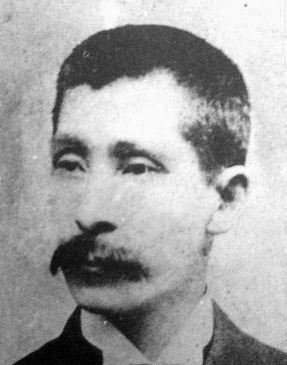
外相小村壽太郎

ロシアはなお陸軍は維持していたが、海軍力の大半を失い国内でも革命運動が発展していたため講和に傾いた。日本も長期戦には耐えうる経済発展を達成していなかったので、外相小村壽太郎はアメリカ大統領セオドア・ルーズベルトに仲介を依頼して講和に持ち込んだ。日露戦争を終結させたポーツマス条約の内容は以下の通りである。
- ロシアは日本の韓国においての政治・軍事・経済の優先権を認める。
- 清領内の旅順、大連の租借権および、長春以南の鉄道とその付属の権利を日本に譲渡する。
- 北緯50度以南の樺太（すなわち南樺太）とその付属の諸島を譲渡する。
- オホーツク海、ベーリング海の漁業権を日本に認める。

しかし、賠償金は全く取れなかったため、国民の怒りが爆発し、日比谷焼打事件が起こった。
後の大東亜戦争時に比べると反戦的な主張も比較的許容されており、萬朝報によった堺利彦・片山潜らの反戦運動や、キリスト教の立場からする内村鑑三の非戦論も唱えられた。
日露戦争における日本の勝利は白色人種大国に対する有色人種小国の勝利であり、世界史上の意義も大きかった。第一次エチオピア戦争でエチオピア帝国がイタリア王国に勝利した先例はあるが、これはイギリス、フランスの全面的な軍事的支援によるものであった。そのため、日露戦争における日本の勝利は有色人種国家独自の軍隊による白色人種国家に対する近代初の勝利といえる。

### 条約改正の実現と帝国主義国家への道
1905年（明治38年）、韓国統監府初代統監には伊藤博文が任命されたが、1908年（明治41年）に辞任した。また、1906年（明治39年）のポーツマス条約で獲得した遼東半島南部（関東州）および長春以南の東清鉄道に対し、それぞれ関東都督府、南満洲鉄道株式会社（満鉄）が設置された。その後1909年（明治42年）7月、第2次桂内閣が韓国併合を閣議決定、10月26日に伊藤はロシアとの会談を行うため渡満したが、ハルビンに到着した際に大韓帝国の独立運動家安重根から撃たれて暗殺された。1910年（明治43年）には日韓併合条約を結んで大韓帝国を併合し、ここに諸列強と並ぶ帝国主義国家にのし上がった。大国ロシアに対して戦勝を記録したことは諸外国にも反響を与えた。
1911年（明治44年）、日本はアメリカ合衆国と新しい日米通商航海条約を締結、イギリス、ドイツ、フランスおよびイタリアとも同内容の条約を締結した。外務大臣小村壽太郎は関税自主権の全面回復に成功し、これにより、かつて江戸幕府の政権時に西洋列強と結んだ不平等条約を対等な国家間条約に改善する条約改正の主要な部分が完了、日本は長年の課題を克服し、名実ともに西欧諸国と対等な国際関係を結ぶこととなった。嘉永年間以来の黒船の衝撃と、その後に目指した西欧列強と並ぶ近代国家作りは一応達成された。
その後、第一次世界大戦の講和により完成したベルサイユ体制の世界で、日本は1920年（大正9年）に設立された国際連盟に常任理事国として参加、明治維新から約50年という速さで列強国の一つに数えられることになった。

#### 明治年間の条約改正交渉年表
植民地化されずに自力で近代化への改革をなした日本は、1894年（明治27年）には英国と条約改正を成し遂げ、これを皮切りに幕末以来の不平等条約の解消を進めた。これを完全に達成したのは韓国併合以降である。

岩倉使節団。右から大久保利通、伊藤博文、岩倉具視、山口尚芳、木戸孝允。

- 日墺修好通商航海条約（1869年〔明治2年〕）：欧米諸国の、日本に対する不平等条約体制が完成する。
- 岩倉使節団を派遣（1871年〔明治4年〕）：条約改正交渉失敗。
- 外務卿寺島宗則による交渉（1876年〔明治9年〕- 1878年〔明治11年〕）：税権の回復にアメリカは賛成するが英独が反対し頓挫。
- 外相井上馨による交渉（1882年〔明治15年〕- 1888年〔明治21年〕）：鹿鳴館の建設による欧化政策、裁判所に外国人判事を採用など→ボアソナードや谷干城、国粋主義者の反発、ノルマントン号事件に対する不首尾もあり、井上辞任。
- 外相大隈重信による交渉（1888年〔明治21年〕- 1889年〔明治22年〕）：大審院にのみ外国人判事を採用することがロンドンタイムズ紙にリークされる→玄洋社の来島恒喜のテロに遭遇し、辞任。
- 外相青木周蔵による交渉（1889年〔明治22年〕- 1891年〔明治24年〕）：法権回復にイギリスは賛成したが、大津事件で頓挫。
- 日英通商航海条約（1894年〔明治27年〕）：外相陸奥宗光、イギリスに治外法権の撤廃（領事裁判権の撤廃）を認めさせる。
- 日米通商航海条約（1911年〔明治44年〕）：外相小村寿太郎、アメリカに日本の関税自主権を認めさせる。

## 産業の変化

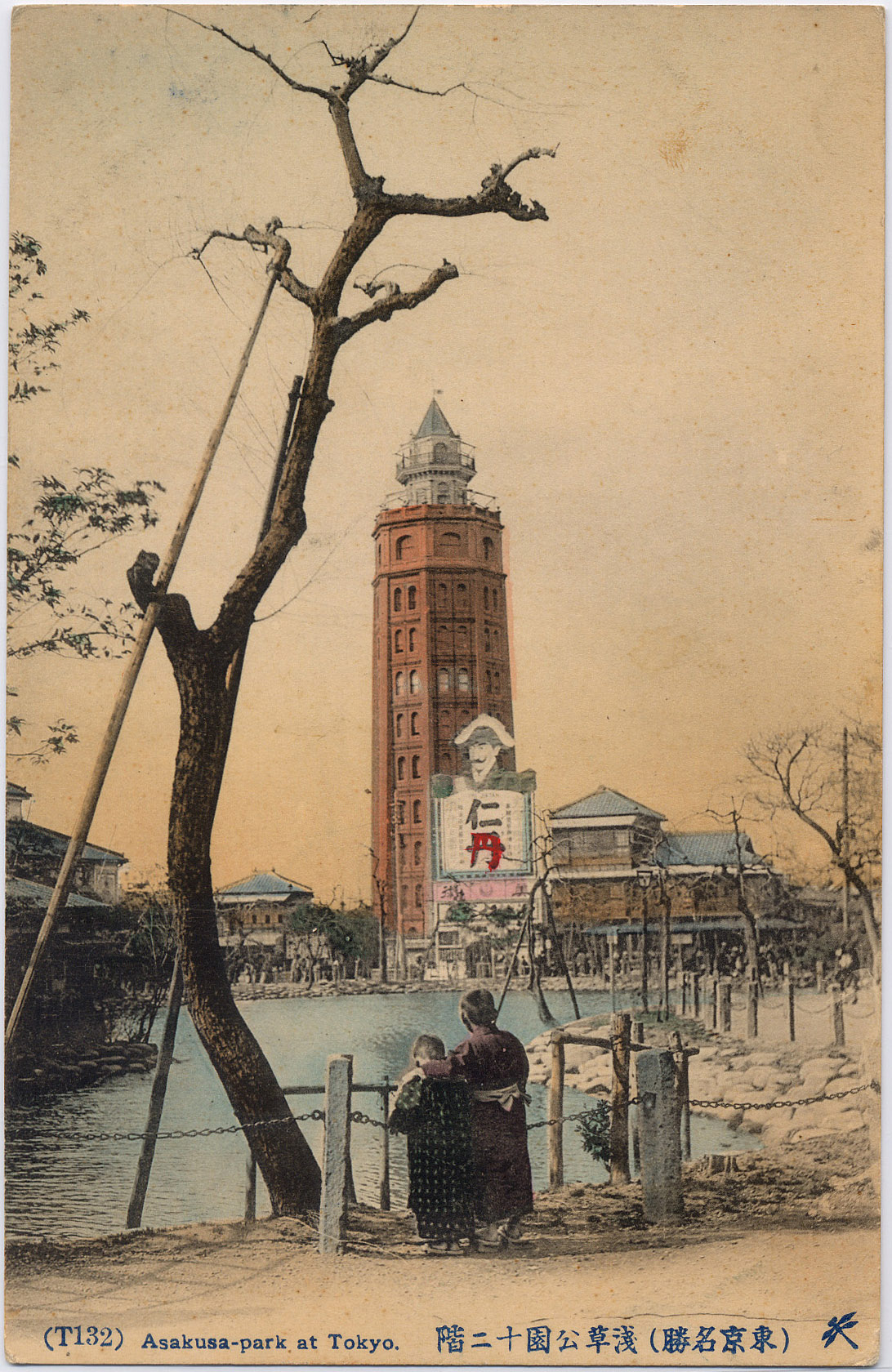
1889年（明治22年）に竣工した東京・浅草の凌雲閣（関東大震災の影響で1923年解体）。

明治時代で特徴的な点が、西洋式文物の大量輸入による産業革命である。
しかし明治維新が起こった時には神仏分離令により廃仏毀釈運動が起こった。1870年代（明治3年〜12年）中期になると、西洋文明の輸入が本格化。1872年（明治5年）の「殖産興業」による鉄道開業と富岡製糸場設立は、これを象徴する出来事である。
松方デフレによる不況、内国勧業博覧会の実施を経て、日清戦争の勝利によって軽工業を中心とする産業革命が本格化した。1901年（明治34年）には、日本初の西洋式製鉄所である官営八幡製鉄所が開業し、重工業の勃興を告げた。

## 年表
明治元年（1868年）旧暦
戊辰戦争。神仏分離令、五箇条の御誓文・五榜の掲示。7月江戸は東京と改称、鎮将府が置かれ、江戸府は東京府に。明治に改元・一世一元の詔。東京行幸（9月20日発駕–10月13日東京着）、京都還幸（11月）。この年、現在の長野・栃木などの諸県で農民騒擾。
明治2年（1869年）
東京奠都。戊辰戦争の終結、五稜郭の戦い。版籍奉還。太政官制導入。蝦夷地を北海道と改称、開拓使設置。
明治3年（1870年）
日章旗が国旗となる（商船規則）。樺太開拓使設立。庚午事変。苗字許可令（庶民苗字差許）。工部省設置。中村正直『西国立志編』刊行。「横浜毎日新聞」発刊。
明治4年（1871年）
戸籍法公布（明治5年2月施行：壬申戸籍）。新貨条例制定（円を通貨単位に）。廃藩置県、全国の府県を改廃（3府72県となる）。日清修好条規。司法省・文部省設置。太政官を改め正院・左院・右院設置。解放令公布。岩倉使節団派遣。宮古島島民遭難事件。この年、現在の岡山・島根などの諸県で旧藩主の東京移住に反対して騒擾。
明治5年（1872年）
田畑永代売買禁止令を廃止。兵部省を廃止、陸軍省・海軍省設置。福沢諭吉『学問のすゝめ』刊行。師範学校創設（翌年東京師範学校に改称）。学制公布。新橋–横浜間の鉄道開通。琉球藩設置、琉球国王の実質的廃位。富岡製糸場開業。国立銀行条例。戸籍法施行により、初の全国戸籍調査実施（総人口3,311万825人）。太陽暦採用（十一月九日の改暦詔書、明治5年12月2日の翌日を明治6年1月1日とした）。
1873年（明治6年）新暦
徴兵令施行。キリシタン禁制の高札撤去。紀元節制定（神武天皇即位日を2月11日と定め改称）。地租改正。明六社結成。岩倉使節団帰国。征韓論敗れ西郷隆盛・板垣退助らが下野（明治六年政変）。内務省設置。
1874年（明治7年）
板垣ら愛国公党結成：民選議院設立建白書。佐賀の乱。台湾出兵。板垣退助・片岡健吉ら立志社結成。この年、秋田・高知などの諸県で地租改正反対などの農民騒擾約21件。
1875年（明治8年）
大阪会議、平民苗字必称義務令（2月）。4月14日、漸次立憲政体樹立の詔勅発布：左院・右院を廃し、元老院・大審院・地方官会議を設置。樺太・千島交換条約。6月20日、第1回地方官会議開く。6月28日、讒謗律・新聞紙条例布告。出版条例改定。9月30日、江華島事件起こる。東京女子師範学校創設。この年、福岡・島根などで農民騒擾約15件。
1876年（明治9年）
日朝修好条規（江華条約）。「大阪日報」発刊。帯刀を禁止（廃刀令）。筑摩県以下の14県を廃合（3府35県）。金禄公債証書発行条例（秩禄処分）。札幌農学校設立。小笠原諸島を日本に領有化。神風連の乱・秋月の乱・萩の乱・思案橋事件。地租改正反対一揆激化（和歌山・茨城・三重・愛知・岐阜・堺など）。
1877年（明治10年）
地租を100分の2.5へ軽減。工部大学校発足（工学寮より改称）。2月15日、西南戦争始まる（9月24日、西郷隆盛自刃）。木戸孝允病没。東京大学創設。立志社の獄。第1回内国勧業博覧会。
1878年（明治11年）
駒場農学校発足。紀尾井坂の変（大久保利通暗殺）。東京株式取引所設立。地方三新法（郡区町村編制法・府県会規則・地方税規則）公布。竹橋事件（近衛兵の乱）。参謀本部設置。大背美流れ。1876年1月1日調査の戸籍表発表（戸数7,293,110、人口34,338,400）。
1879年（明治12年）
「朝日新聞」発刊。東京府会開会（府県会の初め）。琉球処分、沖縄県を設置（琉球王国滅亡）。グラント前米大統領来日。8月31日、明宮嘉仁親王（大正天皇）誕生。教学聖旨。教育令公布。
1880年（明治13年）
会計検査院設置。国会期成同盟の結成、集会条例。刑法・治罪法公布。君が代に林広守が作曲。。改正教育令公布。
1881年（明治14年）
第2回内国勧業博覧会。農商務省設置。開拓使官有物払下げ事件→明治十四年の政変、国会開設の詔。大蔵卿松方正義による紙幣整理開始（松方デフレ）。ハワイ王国のカラカウア王来日。自由党結党。
1882年（明治15年）
軍人勅諭。立憲改進党・立憲帝政党結党。日本銀行設立。壬午事変。福島事件。
1883年（明治16年）
高田事件。陸軍大学校開設。「官報」発行。岩倉具視病没（公式の国葬第一号）。鹿鳴館開館。
1884年（明治17年）
群馬事件、加波山事件、秩父事件。華族令公布。清仏戦争。自由党解党。甲申政変。
1885年（明治18年）
天津条約 (日清)、銀兌換銀行券発行（銀本位制）、大阪事件、内閣制度発足。
1886年（明治19年）
北海道庁設置。帝国大学令・師範学校令・小学校令・中学校令公布（東京大学→帝国大学、工部大学校→帝国大学工科大学、東京師範学校・東京女子師範学校→高等師範学校に改編）。ノルマントン号事件。大同団結運動開始。
1887年（明治20年）
学位令公布。条約改正問題で井上馨外相辞職。東京音楽学校・東京美術学校設立。三大事件建白運動→保安条例公布。
1888年（明治21年）
市制・町村制公布（翌年施行）、枢密院創設。海軍大学校開設。磐梯山噴火。日墨修好通商条約締結。
1889年（明治22年）
大日本帝国憲法発布、皇室典範制定。衆議院議員選挙法・貴族院令など公布。森有礼文部大臣暗殺。大隈重信遭難事件。東海道線全通（新橋–神戸）。
1890年（明治23年）
女子高等師範学校発足（高等師範学校より分離）。第3回内国勧業博覧会。民事訴訟法・商法公布。府県制・郡制公布。第1回衆議院議員総選挙。集会及政社法公布。立憲自由党結党。刑事訴訟法公布。教育ニ関スル勅語（教育勅語）発布。第1回帝国議会（翌1891年3月7日閉会）。足尾銅山鉱毒問題：栃木県吾妻村が知事に採掘停止を上申。
1891年（明治24年）
内村鑑三不敬事件。大津事件。濃尾地震。足尾銅山鉱毒問題：田中正造が第2回帝国議会で質問。
1892年（明治25年）
第2回衆議院議員総選挙。久米邦武筆禍事件。鉄道敷設法公布。東洋自由党結党（大井憲太郎ら）
1893年（明治26年）
「文学界」創刊。弁護士法公布（代言人制廃止）。 戦時大本営条例公布。文官任用令・文官試験規則公布。
1894年（明治27年）
甲午農民戦争（東学党の乱）勃発。第3回衆議院議員総選挙。高等学校令公布。第4回衆議院議員総選挙、日英通商航海条約：領事裁判権撤廃（1899年施行）。日清戦争勃発。北里柴三郎がペスト菌発見。
1895年（明治28年）
「太陽」創刊。第4回内国勧業博覧会。下関条約：日本は台湾・澎湖諸島・遼東半島を獲得→三国干渉で遼東半島還付。乙未事変（閔妃暗殺事件）。
1896年（明治29年）
台湾で芝山巌事件発生。台湾総督府条例公布。進歩党結成。民法（第1–3編）公布（1898年7月施行）。明治三陸地震・大津波、陸羽地震発生。
1897年（明治30年）
貨幣法制定（金本位制確立）。足尾銅山鉱毒問題：上京請願運動（押出し）開始。帝国図書館開館。古社寺保存法公布。京都帝国大学発足。師範教育令公布。朝鮮が国号を「大韓」に改称。志賀潔が赤痢菌発見。
1898年（明治31年）
第5回衆議院議員総選挙。憲政党結成（6月自由党・進歩党が合同、11月以降自由派憲政党・憲政本党に分裂）。民法第4–5篇、戸籍法公布・施行（夫婦同姓等を規定）。第6回衆議院議員総選挙。尾崎行雄文相による共和演説事件。社会主義研究会結成。上野公園の西郷隆盛像除幕式。
1899年（明治32年）
「中央公論」創刊。実業学校令・高等女学校令公布。北海道旧土人保護法公布。私立学校令公布。第1回ハーグ万国平和会議（ハーグ陸戦条約採択）。図書館令公布。
1900年（明治33年）
足尾銅山鉱毒問題：川俣事件（第4回押出しを警官隊が弾圧）。社会主義協会発足。治安警察法、改正衆議院議員選挙法公布。軍部大臣現役武官制導入。義和団の乱（義和団事件）勃発→陸軍派遣。立憲政友会結成。
1901年（明治34年）
官営八幡製鉄所の操業開始。愛国婦人会結成。4月29日、迪宮裕仁親王（昭和天皇）誕生。片山潜・幸徳秋水ら社会民主党結党（直後禁止）。足尾銅山鉱毒問題：田中正造が天皇に直訴（未遂）。高峰譲吉がアドレナリン発見。
1902年（明治35年）
八甲田雪中行軍遭難事件。日英同盟締結。第7回衆議院議員総選挙。教科書疑獄事件。
1903年（明治36年）
第5回内国勧業博覧会。東京高等師範学校（高等師範学校より改称）・広島高等師範学校発足。第8回衆議院議員総選挙。専門学校令公布。小学校令中改正：小学校教科書の国定化。藤村操が華厳滝で自殺。幸徳秋水らが平民社設立。第1回早慶戦。
1904年（明治37年）
日露戦争勃発、日韓議定書締結。「新潮」創刊。第一次日韓協約締結。第9回衆議院議員総選挙。
1905年（明治38年）
日本海海戦。桂・タフト協定締結。第二次日英同盟締結。孫文が東京で中国同盟会結成。ポーツマス条約、日比谷焼打事件。第二次日韓協約締結：韓国統監府を京城に設置。
1906年（明治39年）
平民党・日本社会党結成。伊藤博文が韓国統監府の初代統監就任。鉄道国有法公布。医師法公布。南満洲鉄道株式会社設立。『大日本史』編纂完了。
1907年（明治40年）
足尾暴動事件。 小学校令中改正：義務教育＝尋常小学校6年制に。刑法公布。日仏協約締結。第2回ハーグ万国平和会議、ハーグ密使事件。足尾銅山鉱毒問題：栃木県下都賀郡谷中村を強制収容・破却。第三次日韓協約、第一次日露協約締結。東北帝国大学発足。
1908年（明治41年）
「婦人之友」発刊（家庭之友より改題）。移民に関する日米紳士協約締結。青函連絡船運航開始。第1回ブラジル移民（笠戸丸が神戸港出港）。第10回衆議院議員総選挙。赤旗事件（大杉栄ら）。戊辰詔書。第1回日米野球。高平・ルート協定締結。
1909年（明治42年）
新聞紙法公布。満州及び間島に関する日清協約調印。ハルピンで伊藤博文暗殺事件。
1910年（明治43年）
立憲国民党結成。文芸誌「白樺」・「三田文学」創刊。日英博覧会開催。ハレー彗星通過。大逆事件（幸徳事件）。第二次日露協約締結。韓国併合：朝鮮総督府設置。帝国在郷軍人会発足。徳川好敏大尉・日野熊蔵大尉が動力飛行機で日本初飛行。
1911年（明治44年）
九州帝国大学発足。日米通商航海条約締結：関税自主権回復。工場法公布（1916年施行）。第三次日英同盟締結。女性雑誌「青鞜」創刊。辛亥革命（清国で武昌新軍が蜂起）開始。
1912年（明治45年/大正元年）
白瀬隊が南極点到達を断念。陸戦ノ法規慣例ニ関スル条約公布。孫文が南京で中華民国の成立を宣言、臨時大総統就任。尾崎行雄東京市長がワシントン市に3千本の桜を寄贈。ストックホルム五輪に日本初出場。第11回衆議院議員総選挙。第三次日露協約締結。7月30日、明治天皇崩御、皇太子嘉仁親王が天皇に践祚、「大正」に改元。

## 西暦との対照表
※明治5年までは旧暦を使用していたため、西暦（グレゴリオ暦）の年とはずれが生じる。
※は小の月を示す。
| 西暦            | 1868/10/23 | 11/14 | 12/14 | 1869/1/13 |       |       |       |       |       |       |         |           |           |
| 明治2年（己巳） | 一月       | 二月  | 三月  | 四月※     | 五月※ | 六月  | 七月※ | 八月※ | 九月  | 十月※ | 十一月  | 十二月    |           |
| 西暦            | 1869/2/11  | 3/13  | 4/12  | 5/12      | 6/10  | 7/9   | 8/8   | 9/6   | 10/5  | 11/4  | 12/3    | 1870/1/2  |           |
| 明治3年（庚午） | 一月※      | 二月  | 三月  | 四月※     | 五月  | 六月※ | 七月  | 八月※ | 九月  | 十月※ | 閏十月※ | 十一月    | 十二月※   |
| 西暦            | 1870/2/1   | 3/2   | 4/1   | 5/1       | 5/30  | 6/29  | 7/28  | 8/27  | 9/25  | 10/25 | 11/23   | 12/22     | 1871/1/21 |
| 明治4年（辛未） | 一月       | 二月  | 三月※ | 四月      | 五月  | 六月※ | 七月  | 八月※ | 九月  | 十月※ | 十一月※ | 十二月    |           |
| 西暦            | 1871/2/19  | 3/21  | 4/20  | 5/19      | 6/18  | 7/18  | 8/16  | 9/15  | 10/14 | 11/13 | 12/12   | 1872/1/10 |           |
| 明治5年（壬申） | 一月※      | 二月  | 三月※ | 四月      | 五月  | 六月※ | 七月  | 八月  | 九月※ | 十月  | 十一月※ | 十二月    |           |
| 西暦            | 1872/2/9   | 3/9   | 4/8   | 5/7       | 6/6   | 7/6   | 8/4   | 9/3   | 10/3  | 11/1  | 12/1    | 12/30–31  |           |

| 明治 | 元年          | 2年           | 3年           | 4年           | 5年    | 6年    | 7年    | 8年    | 9年    | 10年   |
| ---- | ------------- | ------------- | ------------- | ------------- | ------ | ------ | ------ | ------ | ------ | ------ |
| 西暦 | 1868年–1869年 | 1869年–1870年 | 1870年–1871年 | 1871年–1872年 | 1872年 | 1873年 | 1874年 | 1875年 | 1876年 | 1877年 |
| 干支 | 戊辰          | 己巳          | 庚午          | 辛未          | 壬申   | 癸酉   | 甲戌   | 乙亥   | 丙子   | 丁丑   |
| 明治 | 11年          | 12年          | 13年          | 14年          | 15年   | 16年   | 17年   | 18年   | 19年   | 20年   |
| 西暦 | 1878年        | 1879年        | 1880年        | 1881年        | 1882年 | 1883年 | 1884年 | 1885年 | 1886年 | 1887年 |
| 干支 | 戊寅          | 己卯          | 庚辰          | 辛巳          | 壬午   | 癸未   | 甲申   | 乙酉   | 丙戌   | 丁亥   |
| 明治 | 21年          | 22年          | 23年          | 24年          | 25年   | 26年   | 27年   | 28年   | 29年   | 30年   |
| 西暦 | 1888年        | 1889年        | 1890年        | 1891年        | 1892年 | 1893年 | 1894年 | 1895年 | 1896年 | 1897年 |
| 干支 | 戊子          | 己丑          | 庚寅          | 辛卯          | 壬辰   | 癸巳   | 甲午   | 乙未   | 丙申   | 丁酉   |
| 明治 | 31年          | 32年          | 33年          | 34年          | 35年   | 36年   | 37年   | 38年   | 39年   | 40年   |
| 西暦 | 1898年        | 1899年        | 1900年        | 1901年        | 1902年 | 1903年 | 1904年 | 1905年 | 1906年 | 1907年 |
| 干支 | 戊戌          | 己亥          | 庚子          | 辛丑          | 壬寅   | 癸卯   | 甲辰   | 乙巳   | 丙午   | 丁未   |
| 明治 | 41年          | 42年          | 43年          | 44年          | 45年   |        |        |        |        |        |
| 西暦 | 1908年        | 1909年        | 1910年        | 1911年        | 1912年 |        |        |        |        |        |
| 干支 | 戊申          | 己酉          | 庚戌          | 辛亥          | 壬子   |        |        |        |        |        |

## 現代における明治
総務省統計局の推計では、2009年（平成21年）10月1日の時点では、日本における明治生まれの人口は16万6千人で、総人口の0.1%となった。
2011年（平成23年）10月1日の時点では、日本における明治生まれの人口は7万1千人で総人口の0.1%。以降の統計では大正生まれの人口と合算して発表されている（2011年の大正生まれの人口は417万人で総人口の3.3%
）。
2012年（平成24年）で明治生まれは全員100歳以上となった。9月発表の百歳以上高齢者（9月15日時点、大正元年7月31日～9月15日生まれを除いて明治生まれである）は5万1千376人。
2017年（平成29年）10月1日の時点では、日本における明治・大正生まれの人口は170万7千人で総人口の1.3%。
明治生まれで令和改元の日（2019年5月1日）まで生きた人はおおよそ2600人程度。
2019年（令和元年）10月1日の時点では、日本における明治・大正生まれの人口は114万1千人で総人口の0.9%。
2020年頃より、47都道府県のうち、それぞれの都道府県内に明治生まれの存命者が一人となったりゼロとなるケースが出てきている。
2021年10月1日の時点では、日本における明治・大正生まれの人口は67万7千人で総人口の0.5%。
2022年に明治生まれは全員110歳以上となる。2024年に日本最高齢の男性は大正生まれとなり、明治生まれの存命の男性はいなくなった。
2025年5月21日現在、明治生まれの人（全員女性）はあと5人である。（日本国外在住を除く）　→「長寿#存命中の日本の長寿者」も参照
2000年代初め頃から、生年月日記入欄で元号を選択させる場合は明治が省かれる（すなわち、大正・昭和・平成の3つから選択させる。）ようになる。ただし、行政機関の申請・届出書類やJR各社の定期券購入申込書などでは、2010年（平成22年）の時点では、明治が入っている場合が多かった。
博物館明治村は1990年以降「未就学児と明治生まれの来村者は入場料無料」という割引を行っているが、2024年7月時点で明治生まれの来村者は、2014年(平成26年)に一人が訪れたのを最後に途絶えたと報告されている。

## 明治を冠するもの
これらのうち、明治グループ・明治大学の略として「明治」を用いることが多い。
企業
- 明治安田生命（旧明治生命）
- 明治ホールディングス（明治グループ）
  - 明治（旧明治乳業、旧明治製菓）ほか、明治グループ傘下各社
- 大日本明治製糖
- 明治機械
- 明治屋
- 明治書院
- 明治鉱業
- 明治海運

学校
- 明治大学
- 明治学院大学
- 明治国際医療大学
- 明治薬科大学

その他
- 博物館明治村
- 明治館 (曖昧さ回避)
- 明治用水
- 明治治水
- 明治憲法
- 明治通り (曖昧さ回避)
- 明治会堂

架空の事物
- 関東明治組（コンピューターゲーム『探偵 神宮寺三郎シリーズ』に登場する暴力団組織）

また、通話表で「め」を送る際に「明治のメ」という。